# Vòng loại Cúp FA 2017-18
Vòng loại Cúp FA 2017–18 khởi đầu cho giải đấu lần thứ 137 ở Anh đối với The Football Association Challenge Cup (FA Cup), giải đấu loại trực tiếp lâu đời nhất thế giới. Tổng cộng có 737 đội được chấp nhận tham gia cuộc thi, tăng 1 đội so với mùa giải trước là 736 đội.
Số lượng lớn các câu lạc bộ (645) tham dự vào giải đấu thuộc Cấp độ 5 đến 10 trong Hệ thống các giải bóng đá ở Anh  sẽ trải qua 6 vòng đấu loại. Có 32 đội chiến thắng từ Vòng loại thứ tư tiến tới Vòng đầu tiên, ở đó các đội  League ở cấp độ 3 và cấp độ 4 tham dự cuộc thi.

## Lịch thi đấu
Lịch thi đấu Vòng loại Cúp FA 2017–18, theo như Hiệp hội bóng đá Anh đã công bố.
| Vòng              | Ngày thi đấu chính   | Số trận đấu | Câu lạc bộ | Các đội mới vào vòng này | Tiền thưởng     |
| ----------------- | -------------------- | ----------- | ---------- | ------------------------ | --------------- |
| Vòng tiền sơ loại | 5 tháng 8 năm 2017   | 184         | 736 → 552  | 368: thứ 369–thứ 736     | 1,500 bảng Anh  |
| Vòng sơ loại      | 19 tháng 8 năm 2017  | 160         | 552 → 392  | 136: thứ 233–thứ 368     | 1,925 bảng Anh  |
| Vòng loại 1       | 2 tháng 9 năm 2017   | 116         | 392 → 276  | 72: thứ 161–thứ 232      | 3,000 bảng Anh  |
| Vòng loại 2       | 16 tháng 9 năm 2017  | 80          | 276 → 196  | 44: thứ 117–thứ 160      | 4,500 bảng Anh  |
| Vòng loại 3       | 30 tháng 9 năm 2017  | 40          | 196 → 156  | không có                 | 7,500 bảng Anh  |
| Vòng loại 4       | 14 tháng 10 năm 2017 | 32          | 156 → 124  | 24: thứ 93–thứ 116       | 12,500 bảng Anh |

## Vòng tiền sơ loại
Các trận đấu thuộc vòng tiền sơ loại Thứ sáu ngày 4, Thứ bảy ngày 5 và Chủ nhật ngày 6 tháng 8 năm 2017, trận đá lại sẽ được tiến hành vào ngày 10 tháng 8 năm 2017, nhưng kết thúc cuối cùng vào ngày 16 tháng 8 năm 2017. Lễ bốc thăm được tổ chức trước đó vào ngày 7 tháng 7 năm 2017. Tổng cộng có 370 đội, từ Cấp độ 9 và Cấp độ 10 của bóng đá Anh sẽ bước vào giai đoạn này của cuộc thi. Vòng bao gồm 76 đội từ Cấp độ 10 của bóng đá Anh, các câu lạc bộ xếp hạng thấp nhất để cạnh tranh trong giải đấu. Kết quả như sau:
| Thứ tự                    | Đội nhà (Bốc thăm)                             | Tỷ số                     | Đội khách (Bốc thăm)                         | Khán giả                  |
| Thứ 6, 4 tháng 8 năm 2017 | Thứ 6, 4 tháng 8 năm 2017                      | Thứ 6, 4 tháng 8 năm 2017 | Thứ 6, 4 tháng 8 năm 2017                    | Thứ 6, 4 tháng 8 năm 2017 |
| ------------------------- | ---------------------------------------------- | ------------------------- | -------------------------------------------- | ------------------------- |
| 61                        | Heanor Town (9)                                | 0–1                       | Aylestone Park (10)                          | 213                       |
| 78                        | Potton United (10)                             | 0–0                       | Biggleswade United (9)                       | 252                       |
| 110                       | Flackwell Heath (9)                            | 5–0                       | Burnham (9)                                  | 202                       |
| 124                       | Crowborough Athletic (9)                       | 2–0                       | Lingfield (10)                               | 152                       |
| 170                       | Sholing (9)                                    | 1–2                       | Alresford Town (9)                           | 302                       |
| Thứ 7, 5 tháng 8 năm 2017 |                                                |                           |                                              |                           |
| 1                         | Penrith (9)                                    | 2–1                       | West Auckland Town (9)                       | 213                       |
| 2                         | Billingham Town (10)                           | 0–3                       | Pickering Town (9)                           | 134                       |
| 3                         | Barnoldswick Town (9)                          | 3–1                       | Jarrow Roofing (9)                           | 221                       |
| 4                         | Sunderland RCA (9)                             | 3–1                       | Garforth Town (9)                            | 102                       |
| 5                         | Shildon (9)                                    | 2–0                       | Morpeth Town (9)                             | 270                       |
| 6                         | Consett (9)                                    | 3–3                       | Bishop Auckland (9)                          | 394                       |
| 7                         | Washington (9)                                 | 0–3                       | Dunston UTS (9)                              | 148                       |
| 8                         | Bridlington Town (9)                           | 2–0                       | Billingham Synthonia (9)                     | 190                       |
| 9                         | Newton Aycliffe (9)                            | 1–0                       | Chester-le-Street Town (10)                  | 131                       |
| 10                        | Seaham Red Star (9)                            | 1–1                       | Whitley Bay (9)                              | 222                       |
| 11                        | Thackley (9)                                   | 3–4                       | Harrogate Railway Athletic (9)               | 112                       |
| 12                        | Guisborough Town (9)                           | 4–2                       | Stockton Town (9)                            | 256                       |
| 13                        | Ashington (9)                                  | 1–0                       | Ryhope CW (9)                                | 211                       |
| 14                        | Newcastle Benfield (9)                         | 1–0                       | West Allotment Celtic (10)                   | 102                       |
| 15                        | Albion Sports (9)                              | 2–0                       | Nelson (10)                                  | 78                        |
| 16                        | Team Northumbria (9)                           | 0–1                       | Heaton Stannington (10)                      | 95                        |
| 17                        | Marske United (9)                              | 4–4                       | North Shields (9)                            | 217                       |
| 18                        | Litherland REMYCA (10)                         | 2–0                       | A.F.C. Liverpool (9)                         | 312                       |
| 20                        | Squires Gate (9)                               | 0–4                       | Ashton Athletic (9)                          | 82                        |
| 21                        | Cammell Laird 1907 (10)                        | 4–1                       | Maltby Main (9)                              | 82                        |
| 22                        | Padiham (9)                                    | 1–2                       | City of Liverpool (9)                        | 357                       |
| 23                        | Bản mẫu:Fb team Pontefract Collieries (9)      | 1–0                       | Bản mẫu:Fb team Alsager Town (10)            | 91                        |
| 25                        | Bản mẫu:Fb team Runcorn Town (9)               | 3–2                       | Bản mẫu:Fb team A.F.C. Darwen (9)            | 120                       |
| 26                        | Bản mẫu:Fb team Northwich Victoria (9)         | 2–2                       | 1874 Northwich (9)                           | 510                       |
| 28                        | Bản mẫu:Fb team Congleton Town (9)             | 4–2                       | Bản mẫu:Fb team New Mills (10)               | 193                       |
| 29                        | Bản mẫu:Fb team Irlam (9)                      | 1–2                       | Abbey Hey (9)                                | 203                       |
| 30                        | Bản mẫu:Fb team Armthorpe Welfare (10)         | 1–1                       | Bản mẫu:Fb team Liversedge (9)               | 45                        |
| 31                        | Bản mẫu:Fb team Parkgate (9)                   | 4–2                       | Bản mẫu:Fb team Barnton (9)                  | 83                        |
| 32                        | Bản mẫu:Fb team Athersley Recreation (9)       | 0–5                       | Bản mẫu:Fb team West Didsbury & Chorlton (9) | 113                       |
| 33                        | Bản mẫu:Fb team Charnock Richard (9)           | 3–4                       | Bản mẫu:Fb team Penistone Church (9)         | 254                       |
| 34                        | Bản mẫu:Fb team Maine Road (9)                 | 3–2                       | Bản mẫu:Fb team Winsford United (9)          | 165                       |
| 35                        | Bản mẫu:Fb team Runcorn Linnets (9)            | 2–0                       | Bản mẫu:Fb team Hemsworth Miners Welfare (9) | 324                       |
| 36                        | Bản mẫu:Fb team Hanley Town (9)                | 4–1                       | Bản mẫu:Fb team Atherstone Town (10)         | 181                       |
| 37                        | Bản mẫu:Fb team Coventry United (9)            | 1–2                       | Bản mẫu:Fb team Rugby Town (9)               | 315                       |
| 38                        | Bản mẫu:Fb team Sporting Khalsa (9)            | 2–2                       | Bản mẫu:Fb team Stourport Swifts (9)         | 57                        |
| 39                        | Bản mẫu:Fb team AFC Wulfrunians (9)            | 3–0                       | Bản mẫu:Fb team Shawbury United (9)          | 72                        |
| 40                        | Wolverhampton Sporting (10)                    | 2–3                       | Bản mẫu:Fb team Haughmond (9)                | 55                        |
| 41                        | Bản mẫu:Fb team Tividale (10)                  | 1–1                       | Bản mẫu:Fb team Highgate United (9)          | 105                       |
| 42                        | Bản mẫu:Fb team Walsall Wood (10)              | 3–1                       | Bản mẫu:Fb team Whitchurch Alport (10)       | 203                       |
| 43                        | Bản mẫu:Fb team Coventry Sphinx (9)            | 0–2                       | Bản mẫu:Fb team Boldmere St. Michaels (9)    | 117                       |
| 44                        | Bản mẫu:Fb team Daventry Town (9)              | 0–1                       | Bản mẫu:Fb team Worcester City (9)           | 244                       |
| 45                        | Bản mẫu:Fb team Wolverhampton Casuals (10)     | 7–0                       | Bản mẫu:Fb team Malvern Town (10)            | 52                        |
| 46                        | Bản mẫu:Fb team Westfields (9)                 | 3–1                       | Bản mẫu:Fb team Bewdley Town (10)            | 219                       |
| 47                        | Bản mẫu:Fb team Coleshill Town (9)             | 6–2                       | Wellington (9)                               | 82                        |
| 48                        | Bản mẫu:Fb team Bromsgrove Sporting (9)        | 2–2                       | Bản mẫu:Fb team Rocester (9)                 | 602                       |
| 49                        | Bản mẫu:Fb team Brocton (10)                   | 3–0                       | Bản mẫu:Fb team Cadbury Athletic (10)        | 67                        |
| 50                        | Kimberley Miners Welfare (10)                  | 2–4                       | Blaby & Whetstone Athletic (10)              | 101                       |
| 51                        | Bản mẫu:Fb team Oadby Town (9)                 | 1–1                       | St Andrews (9)                               | 189                       |
| 52                        | Birstall United (10)                           | 3–0                       | South Normanton Athletic (9)                 | 190                       |
| 53                        | Bản mẫu:Fb team Bottesford Town (9)            | 6–0                       | Bản mẫu:Fb team Long Eaton United (9)        | 85                        |
| 54                        | Bản mẫu:Fb team Leicester Road (10)            | 2–1                       | Bản mẫu:Fb team Sleaford Town (9)            | 54                        |
| 55                        | Bản mẫu:Fb team Dunkirk (10)                   | 2–1                       | Bản mẫu:Fb team Leicester Nirvana (9)        | 63                        |
| 56                        | Bản mẫu:Fb team Kirby Muxloe (9)               | 4–2                       | Barton Town (9)                              | 61                        |
| 57                        | Bản mẫu:Fb team AFC Mansfield (9)              | 2–1                       | Bản mẫu:Fb team Hall Road Rangers (9)        | 70                        |
| 58                        | Bản mẫu:Fb team Staveley Miners Welfare (9)    | 2–1                       | Bản mẫu:Fb team Loughborough University (9)  | 160                       |
| 59                        | Bản mẫu:Fb team Retford United (10)            | 1–1                       | Bản mẫu:Fb team Quorn (9)                    | 161                       |
| 60                        | Bản mẫu:Fb team Clipstone (9)                  | 3–1                       | West Bridgford (10)                          | 100                       |
| 62                        | Bản mẫu:Fb team Worksop Town (9)               | 1–2                       | Hinckley AFC (10)                            | 435                       |
| 63                        | Bản mẫu:Fb team Boston Town (9)                | 2–2                       | Radford (10)                                 | 90                        |
| 64                        | Bản mẫu:Fb team Rainworth Miners Welfare (9)   | 0–1                       | Bản mẫu:Fb team Shepshed Dynamo (9)          | 95                        |
| 65                        | Bản mẫu:Fb team Harrowby United (10)           | 0–3                       | Bản mẫu:Fb team Grimsby Borough (10)         | 70                        |
| 66                        | Biggleswade (9)                                | 1–4                       | Wisbech Town (9)                             | 129                       |
| 67                        | Swaffham Town (10)                             | 3–1                       | Bản mẫu:Fb team Rothwell Corinthians (9)     | 80                        |
| 68                        | Bản mẫu:Fb team Raunds Town (10)               | 1–1                       | Bản mẫu:Fb team Yaxley (9)                   | 85                        |
| 69                        | Bản mẫu:Fb team Peterborough Northern Star (9) | 2–3                       | Bản mẫu:Fb team Deeping Rangers (9)          | 92                        |
| 70                        | Bản mẫu:Fb team Cogenhoe United (9)            | 3–0                       | Godmanchester Rovers (9)                     | 64                        |
| 71                        | Ely City (9)                                   | 0–2                       | Bản mẫu:Fb team Holbeach United (9)          | 114                       |
| 72                        | Bản mẫu:Fb team Huntingdon Town (10)           | 1–4                       | Bản mẫu:Fb team Newport Pagnell Town (9)     | 54                        |
| 73                        | Bản mẫu:Fb team Eynesbury Rovers (9)           | 3–2                       | Thetford Town (9)                            | 93                        |
| 74                        | Bản mẫu:Fb team Northampton Sileby Rangers (9) | 0–5                       | Bản mẫu:Fb team Harborough Town (9)          | 72                        |
| 75                        | Wellingborough Whitworth (9)                   | 0–4                       | Bản mẫu:Fb team Desborough Town (9)          | 52                        |
| 76                        | Fakenham Town (9)                              | 0–2                       | Bản mẫu:Fb team Wellingborough Town (9)      | 85                        |
| 77                        | Bản mẫu:Fb team Histon (9)                     | 0–1                       | Bản mẫu:Fb team Northampton ON Chenecks (9)  | 110                       |
| 79                        | Bản mẫu:Fb team Hoddesdon Town (9)             | 1–2                       | Haverhill Rovers (9)                         | 76                        |
| 80                        | Sawbridgeworth Town (9)                        | 0–3                       | West Essex (9)                               | 115                       |
| 81                        | Enfield 1893 (9)                               | 1–2                       | Haverhill Borough (9)                        | 44                        |
| 82                        | Bản mẫu:Fb team Redbridge (9)                  | 3–1                       | Stansted (9)                                 | 82                        |
| 83                        | Takeley (9)                                    | 3–1                       | Wivenhoe Town (9)                            | 86                        |
| 84                        | Kirkley & Pakefield (9)                        | 1–2                       | Saffron Walden Town (9)                      | 98                        |
| 85                        | Southend Manor (9)                             | 1–0                       | Wroxham (9)                                  | 58                        |
| 86                        | Framlingham Town (10)                          | 0–0                       | Wadham Lodge (9)                             | 236                       |
| 87                        | Bản mẫu:Fb team Broxbourne Borough (10)        | 1–1                       | Tower Hamlets (9)                            | 58                        |
| 89                        | Ilford (9)                                     | 1–0                       | Woodbridge Town (10)                         | 72                        |
| 90                        | Clacton (9)                                    | 0–1                       | Clapton (9)                                  | 203                       |
| 91                        | Hadleigh United (9)                            | 3–2                       | Sporting Bengal United (9)                   | 87                        |
| 92                        | FC Romania (9)                                 | 2–2                       | Waltham Forest (9)                           | 52                        |
| 93                        | Hackney Wick (9)                               | 0–1                       | Long Melford (9)                             | 267                       |
| 94                        | Felixstowe & Walton United (9)                 | 2–7                       | Brantham Athletic (9)                        | 255                       |
| 95                        | Stanway Rovers (9)                             | 2–4                       | Gorleston (9)                                | 92                        |
| 96                        | Hullbridge Sports (9)                          | 5–1                       | Ipswich Wanderers (9)                        | 70                        |
| 98                        | Great Yarmouth Town (9)                        | 5–0                       | Diss Town (10)                               | 176                       |
| 99                        | Newmarket Town (9)                             | 5–1                       | Great Wakering Rovers (9)                    | 88                        |
| 100                       | Walsham-le-Willows (9)                         | 2–2                       | Basildon United (9)                          | 120                       |
| 101                       | Bản mẫu:Fb team Welwyn Garden City (9)         | 2–4                       | Bản mẫu:Fb team North Greenford United (9)   | 160                       |
| 102                       | Bản mẫu:Fb team Cockfosters (9)                | 1–1                       | Bản mẫu:Fb team Risborough Rangers (10)      | 120                       |
| 103                       | Bản mẫu:Fb team Holmer Green (9)               | 4–0                       | A.F.C. Hayes (9)                             | 71                        |
| 104                       | Lydney Town (9)                                | 1–3                       | Wantage Town (9)                             | 107                       |
| 105                       | Bản mẫu:Fb team Langford (10)                  | 1–9                       | Bản mẫu:Fb team Hadley (9)                   | 63                        |
| 107                       | Bản mẫu:Fb team Stotfold (9)                   | 1–12                      | Bản mẫu:Fb team Berkhamsted (9)              | 86                        |
| 108                       | Woodley United (9)                             | 1–2                       | Tuffley Rovers (9)                           | 108                       |
| 109                       | Bản mẫu:Fb team Southall (10)                  | 5–1                       | Bản mẫu:Fb team Harpenden Town (9)           | 50                        |
| 112                       | Fairford Town (9)                              | 1–1                       | Longlevens (9)                               | 202                       |
| 113                       | Bản mẫu:Fb team Edgware Town (9)               | 1–1                       | Bản mẫu:Fb team Leverstock Green (9)         | 68                        |
| 114                       | Bản mẫu:Fb team Chipping Sodbury Town (9)      | 3–1                       | Brackley Town Saints (9)                     | 161                       |
| 115                       | Bản mẫu:Fb team Leighton Town (9)              | 4–0                       | Bản mẫu:Fb team Oxhey Jets (9)               | 72                        |
| 116                       | Windsor (9)                                    | 1–4                       | Wembley (9)                                  | 136                       |
| 117                       | Brimscombe & Thrupp (9)                        | 4–0                       | Sun Sports (9)                               | 65                        |
| 118                       | Royal Wootton Bassett Town (9)                 | 1–2                       | Bản mẫu:Fb team Crawley Green (9)            | 89                        |
| 119                       | Bản mẫu:Fb team Colney Heath (9)               | 1–0                       | Bản mẫu:Fb team Tring Athletic (9)           | 92                        |
| 120                       | Ardley United (10)                             | 1–3                       | Bản mẫu:Fb team Baldock Town (10)            | 52                        |
| 121                       | Corinthian (9)                                 | 2–2                       | Deal Town (9)                                | 71                        |

| Thứ tự                       | Đội nhà (Bốc thăm)                         | Tỷ số        | Đội khách (Bốc thăm)                          | Khán giả |
| ---------------------------- | ------------------------------------------ | ------------ | --------------------------------------------- | -------- |
| 122                          | Bản mẫu:Fb team Hassocks (9)               | 2–3          | Hollands & Blair (9)                          | 112      |
| 123                          | Sheppey United (9)                         | 3–2          | AFC Croydon Athletic (9)                      | 263      |
| 125                          | Sutton Common Rovers (9)                   | 2–0          | Canterbury City (9)                           | 73       |
| 126                          | Bản mẫu:Fb team Newhaven (9)               | 0–0          | Bản mẫu:Fb team Peacehaven & Telscombe (9)    | 504      |
| 127                          | Colliers Wood United (9)                   | 2–2          | Bản mẫu:Fb team AFC Uckfield Town (9)         | 60       |
| 128                          | Chessington & Hook United (10)             | 2–2          | Bản mẫu:Fb team Lancing (9)                   | 141      |
| 129                          | Bản mẫu:Fb team East Preston (9)           | 2–1          | Bản mẫu:Fb team Saltdean United (9)           | 104      |
| 131                          | Bản mẫu:Fb team Hailsham Town (10)         | 1–8          | Redhill (9)                                   | 86       |
| 132                          | Bản mẫu:Fb team Loxwood (9)                | 3–1          | Holmesdale (10)                               | 102      |
| 133                          | Tunbridge Wells (9)                        | 1–0          | Beckenham Town (9)                            | 271      |
| 134                          | Bản mẫu:Fb team Walton & Hersham (9)       | 7–0          | Bản mẫu:Fb team Mile Oak (10)                 | 91       |
| 135                          | Sevenoaks Town (9)                         | 3–1          | Bản mẫu:Fb team Broadbridge Heath (9)         | 113      |
| 136                          | Hanworth Villa (9)                         | 5–0          | Bedfont & Feltham (10)                        | 94       |
| 137                          | Glebe (9)                                  | 1–0          | Lordswood (9)                                 | 102      |
| 138                          | Bản mẫu:Fb team Whitstable Town (9)        | 2–3          | Croydon (9)                                   | 197      |
| 139                          | Bản mẫu:Fb team Worthing United (9)        | 2–4          | Bản mẫu:Fb team Steyning Town (10)            | 128      |
| 140                          | Bản mẫu:Fb team Arundel (9)                | 0–4          | Bản mẫu:Fb team Pagham (9)                    | 150      |
| 141                          | Horley Town (9)                            | 5–1          | Raynes Park Vale (10)                         | 83       |
| 142                          | Abbey Rangers (9)                          | 1–3          | Cray Valley PM (9)                            | 60       |
| 143                          | Bản mẫu:Fb team Eastbourne Town (9)        | 2–1          | Bearsted (9)                                  | 211      |
| 144                          | Spelthorne Sports (9)                      | 1–3          | Chertsey Town (9)                             | 97       |
| 145                          | Rochester United (9)                       | 1–1          | Erith Town (9)                                | 74       |
| 146                          | Erith & Belvedere (10)                     | 4–0          | Bản mẫu:Fb team Wick (10)                     | 45       |
| 147                          | AC London (10)                             | 3–2          | Bản mẫu:Fb team Crawley Down Gatwick (9)      | 61       |
| 148                          | Bản mẫu:Fb team Chatham Town (9)           | 1–1          | Bản mẫu:Fb team Littlehampton Town (9)        | 201      |
| 149                          | Bản mẫu:Fb team Little Common (10)         | 1–2          | Bản mẫu:Fb team Eastbourne United (9)         | 116      |
| 151                          | Bản mẫu:Fb team Haywards Heath Town (9)    | A–A          | Bedfont Sports (9)                            | 107      |
| 152                          | Bản mẫu:Fb team Horsham YMCA (9)           | 0–2          | Bản mẫu:Fb team Three Bridges (9)             | 175      |
| 153                          | Bracknell Town (9)                         | 3–0          | Bản mẫu:Fb team Cowes Sports (9)              | 276      |
| 154                          | Thatcham Town (9)                          | 5–0          | Bản mẫu:Fb team Petersfield Town (9)          | 122      |
| 155                          | Bản mẫu:Fb team Christchurch (10)          | 1–5          | Bản mẫu:Fb team AFC Portchester (9)           | 82       |
| 156                          | Farnham Town (9)                           | 3–2          | Bản mẫu:Fb team Fawley (10)                   | 71       |
| 157                          | Bản mẫu:Fb team Bashley (9)                | 2–4          | Bản mẫu:Fb team Fareham Town (9)              | 160      |
| 158                          | Bản mẫu:Fb team Hamworthy United (9)       | 4–1          | Bản mẫu:Fb team Bemerton Heath Harlequins (9) | 100      |
| 159                          | Bản mẫu:Fb team Team Solent (9)            | 2–5          | Bản mẫu:Fb team Brockenhurst (9)              | 71       |
| 161                          | Bản mẫu:Fb team Amesbury Town (9)          | 4–0          | Eversley & California (10)                    | 56       |
| 162                          | Camberley Town (9)                         | 0–0          | Bản mẫu:Fb team Blackfield & Langley (9)      | 99       |
| 163                          | Bản mẫu:Fb team Whitchurch United (10)     | 0–3          | Bản mẫu:Fb team Laverstock & Ford (10)        | 53       |
| 164                          | Bản mẫu:Fb team Ringwood Town (10)         | 0–6          | Ascot United (9)                              | 84       |
| 165                          | Binfield (9)                               | 4–3          | Bản mẫu:Fb team Chichester City (9)           | 101      |
| 166                          | Bản mẫu:Fb team Horndean (9)               | 2–1          | Bản mẫu:Fb team Melksham Town (9)             | 68       |
| 167                          | Knaphill (9)                               | 0–0          | Bournemouth (9)                               | 52       |
| 168                          | Newport (IoW) (9)                          | 2–2          | Guildford City (9)                            | 174      |
| 169                          | Bản mẫu:Fb team Godalming Town (9)         | 2–1          | Westfield (9)                                 | 90       |
| 171                          | Bản mẫu:Fb team Lymington Town (9)         | 0–2          | Bản mẫu:Fb team Andover Town (9)              | 85       |
| 172                          | Bản mẫu:Fb team Clevedon Town (9)          | 2–2          | Bản mẫu:Fb team Bitton (9)                    | 99       |
| 173                          | Bản mẫu:Fb team Cadbury Heath (9)          | 4–1          | Bản mẫu:Fb team Longwell Green Sports (9)     | 112      |
| 174                          | Bản mẫu:Fb team Plymouth Parkway (10)      | 0–1          | Bản mẫu:Fb team Portland United (9)           | 115      |
| 175                          | Bản mẫu:Fb team St Austell (10)            | 1–1          | Bản mẫu:Fb team Bridport (9)                  | 292      |
| 176                          | Bản mẫu:Fb team Wells City (9)             | 2–1          | Bản mẫu:Fb team Cribbs (9)                    | 62       |
| 177                          | Bản mẫu:Fb team Shaftesbury (9)            | 0–0          | Bản mẫu:Fb team Exmouth Town (10)             | 155      |
| 178                          | Bản mẫu:Fb team Shepton Mallet (9)         | 1–4          | Bản mẫu:Fb team Tavistock (10)                | 88       |
| 179                          | Bản mẫu:Fb team Buckland Athletic (9)      | 2–3          | Bản mẫu:Fb team Bodmin Town (10)              | 169      |
| 180                          | Bản mẫu:Fb team Cheddar (10)               | 0–2          | Bản mẫu:Fb team Willand Rovers (9)            | 173      |
| 181                          | Wellington AFC (9)                         | 1–3          | Bản mẫu:Fb team Hengrove Athletic (9)         | 40       |
| 182                          | Bản mẫu:Fb team Street (9)                 | 1–1          | Bản mẫu:Fb team Hallen (9)                    | 94       |
| 183                          | Bản mẫu:Fb team Brislington (9)            | 6–1          | Bản mẫu:Fb team Sherborne Town (10)           | 41       |
| 184                          | Bản mẫu:Fb team Bridgwater Town (9)        | 5–2          | Bản mẫu:Fb team Keynsham Town (10)            | 211      |
| 185                          | Bản mẫu:Fb team Bradford Town (9)          | 3–4          | Bản mẫu:Fb team Odd Down (9)                  | 151      |
| Chủ nhật, 6 tháng 8 năm 2017 |                                            |              |                                               |          |
| 19                           | Bản mẫu:Fb team AFC Emley (10)             | 0–3          | Bản mẫu:Fb team Burscough (9)                 | 306      |
| 24                           | Bản mẫu:Fb team Hallam (10)                | 3–0          | Bản mẫu:Fb team Bootle (9)                    | 310      |
| 27                           | Bản mẫu:Fb team Widnes (9)                 | 0–5          | Bản mẫu:Fb team Handsworth Parramore (9)      | 165      |
| 88                           | Barkingside (9)                            | 0–4          | Stowmarket Town (9)                           | 215      |
| 97                           | St Margaretsbury (9)                       | 3–2          | Burnham Ramblers (9)                          | 135      |
| 106                          | Highworth Town (9)                         | 1–1          | Bản mẫu:Fb team London Colney (9)             | 174      |
| 111                          | Highmoor Ibis (9)                          | 3–1          | Bản mẫu:Fb team Buckingham Town (10)          | 52       |
| 130                          | Epsom & Ewell (9)                          | 1–2          | Banstead Athletic (9)                         | 123      |
| 150                          | Rusthall (9)                               | 0–0          | CB Hounslow United (9)                        | 262      |
| 160                          | Badshot Lea (10)                           | 1–1          | Bản mẫu:Fb team Verwood Town (10)             | 101      |
| Thứ ba, 8 tháng 8 năm 2017   |                                            |              |                                               |          |
| 151                          | Bản mẫu:Fb team Haywards Heath Town (9)    | 5–2          | Bedfont Sports (9)                            | 84       |
|                              |                                            |              |                                               |          |
| Đá lại                       |                                            |              |                                               |          |
| Thứ hai, 7 tháng 8 năm 2017  |                                            |              |                                               |          |
| 87R                          | Tower Hamlets (9)                          | 1–0          | Bản mẫu:Fb team Broxbourne Borough (10)       | 68       |
| Thứ ba, 8 tháng 8 năm 2017   |                                            |              |                                               |          |
| 10R                          | Bản mẫu:Fb team Whitley Bay (9)            | 4–1          | Bản mẫu:Fb team Seaham Red Star (9)           | 259      |
| 26R                          | 1874 Northwich (9)                         | 2–0          | Bản mẫu:Fb team Northwich Victoria (9)        | 429      |
| 30R                          | Bản mẫu:Fb team Liversedge (9)             | 5–3          | Bản mẫu:Fb team Armthorpe Welfare (10)        | 91       |
| 38R                          | Bản mẫu:Fb team Stourport Swifts (9)       | 2–3 (s.h.p.) | Bản mẫu:Fb team Sporting Khalsa (9)           | 114      |
| 41R                          | Bản mẫu:Fb team Highgate United (9)        | 2–3          | Bản mẫu:Fb team Tividale (10)                 | 110      |
| 48R                          | Bản mẫu:Fb team Rocester (9)               | 0–3          | Bản mẫu:Fb team Bromsgrove Sporting (9)       | 196      |
| 51R                          | St Andrews (9)                             | 2–2 (1–3 p)  | Bản mẫu:Fb team Oadby Town (9)                | 136      |
| 63R                          | Radford (10)                               | P–P          | Bản mẫu:Fb team Boston Town (9)               | -        |
| 68R                          | Bản mẫu:Fb team Yaxley (9)                 | 4–2 (s.h.p.) | Bản mẫu:Fb team Raunds Town (10)              | 72       |
| 78R                          | Bản mẫu:Fb team Biggleswade United (9)     | 1–2          | Bản mẫu:Fb team Potton United (10)            | 142      |
| 100R                         | Basildon United (9)                        | 3–0          | Walsham-le-Willows (9)                        | 184      |
| 102R                         | Bản mẫu:Fb team Risborough Rangers (10)    | 2–2 (2–4 p)  | Bản mẫu:Fb team Cockfosters (9)               | 131      |
| 106R                         | Bản mẫu:Fb team London Colney (9)          | 2–4          | Highworth Town (9)                            | 82       |
| 112R                         | Longlevens (9)                             | 5–1          | Fairford Town (9)                             | 132      |
| 113R                         | Bản mẫu:Fb team Leverstock Green (9)       | A–A          | Bản mẫu:Fb team Edgware Town (9)              | -        |
| 121R                         | Deal Town (9)                              | 4–1          | Corinthian (9)                                | 120      |
| 126R                         | Bản mẫu:Fb team Peacehaven & Telscombe (9) | 0–2          | Bản mẫu:Fb team Newhaven (9)                  | 439      |
| 127R                         | Bản mẫu:Fb team AFC Uckfield Town (9)      | 0–2          | Colliers Wood United (9)                      | 66       |
| 128R                         | Bản mẫu:Fb team Lancing (9)                | 1–3          | Chessington & Hook United (10)                | 104      |
| 150R                         | CB Hounslow United (9)                     | 2–1          | Rusthall (9)                                  | 143      |
| 160R                         | Bản mẫu:Fb team Verwood Town (10)          | 3–3 (1–3 p)  | Badshot Lea (10)                              | 40       |
| 162R                         | Bản mẫu:Fb team Blackfield & Langley (9)   | 1–2 (s.h.p.) | Camberley Town (9)                            | 86       |
| 167R                         | Bournemouth (9)                            | 0–2          | Knaphill (9)                                  | 52       |
| 172R                         | Bản mẫu:Fb team Bitton (9)                 | 0–1 (s.h.p.) | Bản mẫu:Fb team Clevedon Town (9)             | 60       |
| 182R                         | Bản mẫu:Fb team Hallen (9)                 | 1–4          | Bản mẫu:Fb team Street (9)                    | 65       |
| Thứ tư, 9 tháng 8 năm 2017   |                                            |              |                                               |          |
| 6R                           | Bản mẫu:Fb team Bishop Auckland (9)        | 2–5          | Bản mẫu:Fb team Consett (9)                   | 432      |
| 17R                          | Bản mẫu:Fb team North Shields (9)          | 0–1          | Bản mẫu:Fb team Marske United (9)             | 279      |
| 59R                          | Bản mẫu:Fb team Quorn (9)                  | 3–0          | Bản mẫu:Fb team Retford United (10)           | 153      |
| 86R                          | Wadham Lodge (9)                           | 1–3          | Framlingham Town (10)                         | 40       |
| 175R                         | Bản mẫu:Fb team Bridport (9)               | 1–0          | Bản mẫu:Fb team St Austell (10)               | 212      |
| 177R                         | Bản mẫu:Fb team Exmouth Town (10)          | 1–2 (s.h.p.) | Bản mẫu:Fb team Shaftesbury (9)               | 175      |
| Thứ ba, 15 tháng 8 năm 2017  |                                            |              |                                               |          |
| 63R                          | Radford (10)                               | 2–2 (3–4 p)  | Boston Town (9)                               | 107      |
| 92R                          | Waltham Forest (9)                         | 1–2          | FC Romania (9)                                | 46       |
| 113R                         | Leverstock Green (9)                       | 5–3          | Edgware Town (9)                              | 58       |
| 145R                         | Erith Town (9)                             | 5–0          | Rochester United (9)                          | 75       |
| Thứ tư, 16 tháng 8 năm 2017  |                                            |              |                                               |          |
| 148R                         | Littlehampton Town (9)                     | 2–1          | Chatham Town (9)                              | 158      |
| 168R                         | Guildford City (9)                         | 3–0          | Newport (IoW) (9)                             | 153      |

Ghi chú
1. ↑  Trận đấu được trao cho Kimberley Miners Welfare khi Blaby & Whetstone Athletic ra sân với một cầu thủ không đủ điều kiện.
2. ↑  Trận đấu diễn ra tại Crawley Down Gatwick.
3. ↑  Haywards Heath Town vs Bedfont Sports: Trận đấu bị hủy bỏ sau 45 phút đầu tiên vì mưa lớn khi tỷ số hòa 1–1.
4. ↑  Trận đấu chơi tại Oadby Town.
5. ↑  Trận đấu bị hủy bỏ trong thời gian bù giờ do chấn thương nghiêm trọng đối với cầu thủ Leverstock Green.

## Vòng sơ loại
Các trận đấu thuộc vòng sơ loại Thứ sáu ngày 18, Thứ bảy ngày 19 và Chủ nhật ngày 20 tháng 8 năm 2017, trận đá lại sẽ được tiến hành vào ngày 24 tháng 8 năm 2017 nhưng trận đấu cuối cùng kết thúc vào ngày 28 tháng 8 năm 2017. Lễ bốc thăm được tổ chức vào ngày 7 tháng 7 năm 2017. Tổng cộng có 320 đội tham gia vào giai đoạn này của cuộc thi, trong đó có 185 đội chiến thắng từ Vòng tiền sơ loại và 135 đội bóng bước vào giai đoạn này từ sáu giải đấu ở cấp độ 8 của bóng đá Anh. Vòng đấu bao gồm 28 đội từ Cấp độ 10, đó là các đội xếp hạng thấp nhất vẫn còn trong cuộc thi. Kết quả như sau:
| Thứ tự                       | Đội nhà (Cấp độ)                               | Tỷ số | Đội khách (Cấp độ)                           | Att.  |
| Thứ sáu, 18 tháng 8 năm 2017 |                                                |       |                                              |       |
| 24                           | Bản mẫu:Fb team Prescot Cables (8)             | 2–2   | Bản mẫu:Fb team City of Liverpool (9)        | 973   |
| 56                           | Bản mẫu:Fb team Cambridge City (8)             | 1–0   | Bản mẫu:Fb team Stamford (8)                 | 236   |
| 60                           | Bản mẫu:Fb team Potton United (10)             | 2–0   | Bản mẫu:Fb team AFC Dunstable (8)            | 187   |
| 136                          | AC London (10)                                 | 1–5   | Egham Town (8)                               | 52    |
| Thứ bảy, 19 tháng 8 năm 2017 |                                                |       |                                              |       |
| 1                            | Bản mẫu:Fb team Albion Sports (9)              | 2–1   | Bản mẫu:Fb team Newton Aycliffe (9)          | 75    |
| 2                            | Bản mẫu:Fb team South Shields (8)              | 3–1   | Bản mẫu:Fb team Bridlington Town (9)         | 1,420 |
| 4                            | Bản mẫu:Fb team Sunderland RCA (9)             | 4–0   | Bản mẫu:Fb team Ashington (9)                | 98    |
| 5                            | Bản mẫu:Fb team Guisborough Town (9)           | 1–5   | Bản mẫu:Fb team Shildon (9)                  | 204   |
| 6                            | Bản mẫu:Fb team Goole (8)                      | 1–2   | Bản mẫu:Fb team Newcastle Benfield (9)       | 143   |
| 7                            | Bản mẫu:Fb team Barnoldswick Town (9)          | 2–1   | Bản mẫu:Fb team Dunston UTS (9)              | 193   |
| 8                            | Bản mẫu:Fb team Tadcaster Albion (8)           | 0–1   | Bản mẫu:Fb team Colne (8)                    | 200   |
| 9                            | Bản mẫu:Fb team Harrogate Railway Athletic (9) | 1–1   | Bản mẫu:Fb team Kendal Town (8)              | 107   |
| 10                           | Bản mẫu:Fb team Scarborough Athletic (8)       | 1–1   | Bản mẫu:Fb team Marske United (9)            | 885   |
| 11                           | Bản mẫu:Fb team Consett (9)                    | 4–0   | Bản mẫu:Fb team Heaton Stannington (10)      | 349   |
| 12                           | Bản mẫu:Fb team Penrith (9)                    | 1–1   | Bản mẫu:Fb team Whitley Bay (9)              | 221   |
| 13                           | Abbey Hey (9)                                  | 2–2   | Bản mẫu:Fb team Maine Road (9)               | 134   |
| 14                           | Bản mẫu:Fb team Sheffield (8)                  | 0–2   | Bản mẫu:Fb team Ossett Town (8)              | 229   |
| 15                           | Bản mẫu:Fb team Penistone Church (9)           | 2–0   | Bản mẫu:Fb team Litherland REMYCA (10)       | 208   |
| 16                           | Bản mẫu:Fb team Bamber Bridge (8)              | 3–2   | Bản mẫu:Fb team Brighouse Town (8)           | 220   |
| 18                           | Bản mẫu:Fb team Frickley Athletic (8)          | 2–1   | Bản mẫu:Fb team Runcorn Town (9)             | 188   |
| 19                           | Bản mẫu:Fb team Ramsbottom United (8)          | 2–3   | Bản mẫu:Fb team Liversedge (9)               | 202   |
| 20                           | Bản mẫu:Fb team Pontefract Collieries (9)      | 1–2   | Bản mẫu:Fb team Skelmersdale United (8)      | 99    |
| 21                           | Ashton Athletic (9)                            | 4–2   | Bản mẫu:Fb team Runcorn Linnets (9)          | 201   |
| 22                           | Bản mẫu:Fb team Parkgate (9)                   | 2–4   | Bản mẫu:Fb team Handsworth Parramore (9)     | 116   |
| 23                           | Bản mẫu:Fb team Trafford (8)                   | 2–2   | Bản mẫu:Fb team Kidsgrove Athletic (8)       | 197   |
| 25                           | 1874 Northwich (9)                             | 3–3   | Bản mẫu:Fb team West Didsbury & Chorlton (9) | 247   |
| 26                           | Bản mẫu:Fb team Glossop North End (8)          | 0–2   | Bản mẫu:Fb team Mossley (8)                  | 450   |
| 27                           | Bản mẫu:Fb team Hyde United (8)                | 4–2   | Bản mẫu:Fb team Congleton Town (9)           | 332   |
| 28                           | Bản mẫu:Fb team Ossett Albion (8)              | 3–4   | Bản mẫu:Fb team Droylsden (8)                | 89    |
| 29                           | Bản mẫu:Fb team Colwyn Bay (8)                 | 3–0   | Bản mẫu:Fb team Stocksbridge Park Steels (8) | 207   |
| 30                           | Bản mẫu:Fb team Radcliffe Borough (8)          | 1–1   | Bản mẫu:Fb team Burscough (9)                | 114   |
| 31                           | Bản mẫu:Fb team Leek Town (8)                  | 2–0   | Bản mẫu:Fb team Cammell Laird 1907 (10)      | 242   |
| 32                           | Bản mẫu:Fb team Sporting Khalsa (9)            | 1–1   | Bản mẫu:Fb team Market Drayton Town (8)      | 73    |
| 33                           | Bản mẫu:Fb team Alvechurch (8)                 | 2–0   | Bản mẫu:Fb team Hanley Town (9)              | 235   |
| 34                           | Bản mẫu:Fb team Walsall Wood (10)              | 0–1   | Bản mẫu:Fb team Tividale (10)                | 162   |
| 35                           | Bản mẫu:Fb team Bedworth United (8)            | 0–2   | Bản mẫu:Fb team Haughmond (9)                | 108   |
| 36                           | Bản mẫu:Fb team Rugby Town (9)                 | 2–3   | Bản mẫu:Fb team Romulus (8)                  | 201   |
| 37                           | Bản mẫu:Fb team Bromsgrove Sporting (9)        | 3–4   | Bản mẫu:Fb team Coleshill Town (9)           | 708   |
| 38                           | Bản mẫu:Fb team Wolverhampton Casuals (10)     | 2–2   | Bản mẫu:Fb team Boldmere St. Michaels (9)    | 55    |
| 40                           | Bản mẫu:Fb team Brocton (10)                   | 2–0   | Bản mẫu:Fb team Gresley (8)                  | 99    |
| 41                           | Bản mẫu:Fb team Newcastle Town (8)             | 1–1   | Bản mẫu:Fb team Evesham United (8)           | 123   |
| 42                           | Bản mẫu:Fb team AFC Wulfrunians (9)            | 1–1   | Bản mẫu:Fb team Westfields (9)               | 87    |
| 43                           | Birstall United (10)                           | 0–3   | Bản mẫu:Fb team Cleethorpes Town (8)         | 196   |
| 44                           | Bản mẫu:Fb team Shepshed Dynamo (9)            | 3–0   | Kimberley Miners Welfare (10)                | 174   |
| 45                           | Bản mẫu:Fb team Kirby Muxloe (9)               | 0–2   | Bản mẫu:Fb team Dunkirk (10)                 | 50    |
| 46                           | Bản mẫu:Fb team Grimsby Borough (10)           | 4–1   | Bản mẫu:Fb team Leicester Road (10)          | 73    |
| 47                           | Bản mẫu:Fb team Oadby Town (9)                 | 1–3   | Bản mẫu:Fb team Loughborough Dynamo (8)      | 149   |
| 48                           | Hinckley AFC (10)                              | 4–1   | Aylestone Park (10)                          | 172   |
| 50                           | Bản mẫu:Fb team Staveley Miners Welfare (9)    | 0–1   | Bản mẫu:Fb team Basford United (8)           | 135   |
| 51                           | Bản mẫu:Fb team Boston Town (9)                | 3–2   | Bản mẫu:Fb team Carlton Town (8)             | 56    |
| 52                           | Bản mẫu:Fb team Lincoln United (8)             | 0–0   | Bản mẫu:Fb team Belper Town (8)              | 140   |
| 53                           | Bản mẫu:Fb team Bottesford Town (9)            | 4–1   | Bản mẫu:Fb team Clipstone (9)                | 53    |
| 54                           | Wisbech Town (9)                               | 2–2   | Bản mẫu:Fb team Spalding United (8)          | 262   |
| 55                           | Dereham Town (8)                               | 3–0   | Bản mẫu:Fb team Corby Town (8)               | 164   |
| 57                           | Bản mẫu:Fb team Barton Rovers (8)              | 1–2   | Bản mẫu:Fb team Deeping Rangers (9)          | 71    |
| 58                           | Bản mẫu:Fb team Yaxley (9)                     | 5–3   | Bản mẫu:Fb team Harborough Town (9)          | 68    |
| 59                           | Bản mẫu:Fb team Holbeach United (9)            | 6–1   | Bản mẫu:Fb team Northampton ON Chenecks (9)  | 98    |
| 61                           | Bản mẫu:Fb team Newport Pagnell Town (9)       | 3–3   | Kempston Rovers (8)                          | 152   |
| 62                           | Bản mẫu:Fb team Arlesey Town (8)               | 3–1   | Bản mẫu:Fb team Desborough Town (9)          | 80    |
| 63                           | Bản mẫu:Fb team Soham Town Rangers (8)         | 3–2   | Bản mẫu:Fb team Cogenhoe United (9)          | 123   |
| 64                           | Bản mẫu:Fb team Eynesbury Rovers (9)           | 1–1   | Bản mẫu:Fb team Peterborough Sports (8)      | 207   |
| 65                           | Bản mẫu:Fb team Wellingborough Town (9)        | 0–4   | Bản mẫu:Fb team AFC Rushden & Diamonds (8)   | 513   |
| 66                           | Bản mẫu:Fb team Bedford Town (8)               | 3–1   | Swaffham Town (10)                           | 180   |
| 68                           | Bản mẫu:Fb team Bury Town (8)                  | 1–2   | Bản mẫu:Fb team Tilbury (8)                  | 233   |
| 69                           | Southend Manor (9)                             | 2–3   | Gorleston (9)                                | 64    |
| 70                           | Bowers & Pitsea (8)                            | 0–2   | Haringey Borough (8)                         | 174   |
| 71                           | Bản mẫu:Fb team Maldon & Tiptree (8)           | 5–1   | Bản mẫu:Fb team Waltham Abbey (8)            | 73    |
| 72                           | Bản mẫu:Fb team AFC Hornchurch (8)             | 2–0   | Bản mẫu:Fb team Brentwood Town (8)           | 309   |
| 73                           | Bản mẫu:Fb team Canvey Island (8)              | 0–2   | Witham Town (8)                              | 224   |
| 74                           | Clapton (9)                                    | 2–0   | Norwich United (8)                           | 122   |
| 75                           | Framlingham Town (10)                          | 0–1   | Mildenhall Town (8)                          | 246   |
| 76                           | Haverhill Rovers (9)                           | 1–1   | Bản mẫu:Fb team Heybridge Swifts (8)         | 188   |
| 77                           | Newmarket Town (9)                             | 1–2   | Bản mẫu:Fb team Ware (8)                     | 100   |
| 78                           | Tower Hamlets (9)                              | 0–4   | Takeley (9)                                  | 55    |
| 79                           | Brantham Athletic (9)                          | 3–6   | Bản mẫu:Fb team Cheshunt (8)                 | 70    |
| 80                           | Stowmarket Town (9)                            | 1–1   | Bản mẫu:Fb team Romford (8)                  | 106   |
| 81                           | Bản mẫu:Fb team A.F.C. Sudbury (8)             | 4–0   | Bản mẫu:Fb team Aveley (8)                   | 174   |
| 82                           | Ilford (9)                                     | 1–1   | Haverhill Borough (9)                        | 82    |
| 83                           | Bản mẫu:Fb team Hertford Town (8)              | 4–1   | Hadleigh United (9)                          | 260   |
| 84                           | Great Yarmouth Town (9)                        | 1–0   | Basildon United (9)                          | 163   |
| 85                           | Bản mẫu:Fb team Grays Athletic (8)             | 2–0   | Bản mẫu:Fb team Redbridge (9)                | 174   |
| 86                           | Long Melford (9)                               | 1–2   | FC Romania (9)                               | 84    |
| 87                           | Barking (8)                                    | 0–0   | Saffron Walden Town (9)                      | 76    |
| 88                           | Bản mẫu:Fb team Potters Bar Town (8)           | 4–1   | West Essex (9)                               | 121   |
| 89                           | Slimbridge (8)                                 | 1–2   | Bản mẫu:Fb team Cinderford Town (8)          | 164   |
| 90                           | Flackwell Heath (9)                            | 1–2   | Bản mẫu:Fb team Didcot Town (8)              | 118   |
| 92                           | Bản mẫu:Fb team Chalfont St Peter (8)          | 2–2   | Beaconsfield Town (8)                        | 87    |
| 93                           | Ashford Town (8)                               | 3–0   | Wembley (9)                                  | 104   |
| 94                           | Bản mẫu:Fb team Colney Heath (9)               | 2–0   | Bản mẫu:Fb team Shortwood United (8)         | 112   |
| 95                           | Kidlington (8)                                 | 1–0   | Wantage Town (9)                             | 109   |
| 96                           | Bản mẫu:Fb team Swindon Supermarine (8)        | 1–0   | Bản mẫu:Fb team Northwood (8)                | 132   |
| 97                           | Bản mẫu:Fb team Hayes & Yeading United (8)     | 1–0   | Brimscombe & Thrupp (9)                      | 201   |
| 98                           | Bản mẫu:Fb team Leighton Town (9)              | 2–3   | Tuffley Rovers (9)                           | 118   |
| 100                          | Bản mẫu:Fb team Chipping Sodbury Town (9)      | 1–3   | Bishop's Cleeve (8)                          | 104   |
| 101                          | Bản mẫu:Fb team Leverstock Green (9)           | 1–1   | Bản mẫu:Fb team Aylesbury United (8)         | 98    |
| 102                          | Bản mẫu:Fb team Southall (10)                  | 2–4   | Bản mẫu:Fb team Hadley (9)                   | 35    |
| 103                          | Bản mẫu:Fb team Aylesbury (8)                  | 2–1   | Bản mẫu:Fb team Cirencester Town (8)         | 72    |
| 104                          | Bản mẫu:Fb team Uxbridge (8)                   | 0–4   | Thame United (8)                             | 85    |
| 106                          | Bản mẫu:Fb team Hanwell Town (8)               | 1–0   | Longlevens (9)                               | 64    |
| 107                          | Highmoor Ibis (9)                              | 1–3   | Bản mẫu:Fb team North Leigh (8)              | 50    |
| 108                          | Bản mẫu:Fb team Cockfosters (9)                | 3–0   | Bản mẫu:Fb team Holmer Green (9)             | 112   |

| Thứ tự                        | Đội nhà (Cấp độ)                             | Tỷ số        | Đội khách (Cấp độ)                             | Att. |
| 109                           | Bản mẫu:Fb team Pagham (9)                   | 1–1          | Bản mẫu:Fb team Sittingbourne (8)              | 124  |
| 110                           | Hollands & Blair (9)                         | 1–4          | Bản mẫu:Fb team Crowborough Athletic (9)       | 155  |
| 112                           | Whyteleafe (8)                               | 1–1          | Erith Town (9)                                 | 107  |
| 113                           | Bản mẫu:Fb team Carshalton Athletic (8)      | 1–1          | Bản mẫu:Fb team Walton & Hersham (9)           | 263  |
| 114                           | Bản mẫu:Fb team Haywards Heath Town (9)      | 2–0          | South Park (8)                                 | 114  |
| 115                           | Colliers Wood United (9)                     | 1–1          | Bản mẫu:Fb team Shoreham (8)                   | 65   |
| 116                           | Sutton Common Rovers (9)                     | 1–2          | Bản mẫu:Fb team Eastbourne Town (9)            | 101  |
| 117                           | Bản mẫu:Fb team Corinthian Casuals (8)       | 1–1          | Bản mẫu:Fb team Hythe Town (8)                 | 115  |
| 118                           | Greenwich Borough (8)                        | 4–1          | Bản mẫu:Fb team Three Bridges (9)              | 74   |
| 119                           | Deal Town (9)                                | 2–2          | Glebe (9)                                      | 121  |
| 120                           | Bản mẫu:Fb team Walton Casuals (8)           | 3–1          | Molesey (8)                                    | 81   |
| 121                           | Redhill (9)                                  | 1–3          | Ashford United (8)                             | 178  |
| 122                           | Bản mẫu:Fb team Ramsgate (8)                 | 3–1          | Hanworth Villa (9)                             | 183  |
| 123                           | Bản mẫu:Fb team East Grinstead Town (8)      | 3–2          | VCD Athletic (8)                               | 75   |
| 125                           | Banstead Athletic (9)                        | 6–3          | Bản mẫu:Fb team Loxwood (9)                    | 89   |
| 126                           | Bản mẫu:Fb team East Preston (9)             | 0–8          | Bản mẫu:Fb team Thamesmead Town (8)            | 89   |
| 128                           | Bản mẫu:Fb team Chipstead (8)                | 2–0          | Horley Town (9)                                | 85   |
| 129                           | Tunbridge Wells (9)                          | 3–1          | CB Hounslow United (9)                         | 241  |
| 130                           | Bản mẫu:Fb team Steyning Town (10)           | 0–5          | Phoenix Sports (8)                             | 79   |
| 131                           | Chertsey Town (9)                            | 1–3          | Bản mẫu:Fb team Horsham (8)                    | 120  |
| 133                           | Bản mẫu:Fb team Lewes (8)                    | 3–3          | Bản mẫu:Fb team Newhaven (9)                   | 446  |
| 134                           | Sheppey United (9)                           | 0–2          | Bản mẫu:Fb team Hastings United (8)            | 397  |
| 135                           | Croydon (9)                                  | 0–0          | Bản mẫu:Fb team Faversham Town (8)             | 110  |
| 137                           | Bracknell Town (9)                           | 0–4          | Bản mẫu:Fb team Winchester City (8)            | 238  |
| 138                           | Bản mẫu:Fb team Fleet Town (8)               | 1–1          | Bản mẫu:Fb team A.F.C. Totton (8)              | 130  |
| 139                           | Bản mẫu:Fb team Andover Town (9)             | 3–3          | Bản mẫu:Fb team Wimborne Town (8)              | 164  |
| 140                           | Bản mẫu:Fb team Godalming Town (9)           | 3–0          | Farnham Town (9)                               | 155  |
| 141                           | Bản mẫu:Fb team AFC Portchester (9)          | 3–1          | Bản mẫu:Fb team Amesbury Town (9)              | 107  |
| 142                           | Bản mẫu:Fb team Hamworthy United (9)         | 4–1          | Ascot United (9)                               | 65   |
| 143                           | Binfield (9)                                 | 1–1          | Bản mẫu:Fb team Horndean (9)                   | 120  |
| 144                           | Bản mẫu:Fb team Brockenhurst (9)             | 1–5          | Hartley Wintney (8)                            | 133  |
| 146                           | Bản mẫu:Fb team Salisbury (8)                | 3–2          | Bản mẫu:Fb team Fareham Town (9)               | 505  |
| 147                           | Badshot Lea (10)                             | 0–3          | Bản mẫu:Fb team Moneyfields (8)                | 56   |
| 148                           | Bản mẫu:Fb team Laverstock & Ford (10)       | 2–4          | Knaphill (9)                                   | 80   |
| 149                           | Bản mẫu:Fb team Alresford Town (9)           | 0–2          | Thatcham Town (9)                              | 80   |
| 150                           | Bản mẫu:Fb team Portland United (9)          | 0–3          | Bản mẫu:Fb team Paulton Rovers F.C. (8)        | 221  |
| 151                           | Bản mẫu:Fb team Barnstaple Town (8)          | 1–0          | Bản mẫu:Fb team Clevedon Town (9)              | 119  |
| 152                           | Bản mẫu:Fb team Tavistock (10)               | 2–1          | Bản mẫu:Fb team Shaftesbury (9)                | 105  |
| 153                           | Bản mẫu:Fb team Bideford (8)                 | 6–0          | Bản mẫu:Fb team Wells City (9)                 | 281  |
| 154                           | Bản mẫu:Fb team Cadbury Heath (9)            | 1–0          | Bản mẫu:Fb team Yate Town (8)                  | 162  |
| 155                           | Bản mẫu:Fb team Bridgwater Town (9)          | 1–0          | Bản mẫu:Fb team Brislington (9)                | 192  |
| 156                           | Bản mẫu:Fb team Hengrove Athletic (9)        | 1–4          | Bản mẫu:Fb team Bodmin Town (10)               | 50   |
| 157                           | Bản mẫu:Fb team Willand Rovers (9)           | 2–1          | Bản mẫu:Fb team Bristol Manor Farm (8)         | 125  |
| 158                           | Bản mẫu:Fb team Odd Down (9)                 | 1–0          | Bản mẫu:Fb team Mangotsfield United (8)        | 99   |
| 159                           | Bản mẫu:Fb team Taunton Town (8)             | 3–0          | Bản mẫu:Fb team Larkhall Athletic (8)          | 368  |
| 160                           | Bản mẫu:Fb team Bridport (9)                 | 3–1          | Bản mẫu:Fb team Street (9)                     | 210  |
| Chủ nhật, 20 tháng 8 năm 2017 |                                              |              |                                                |      |
| 3                             | Bản mẫu:Fb team Pickering Town (9)           | 1–2          | Bản mẫu:Fb team Clitheroe (8)                  | 133  |
| 17                            | Bản mẫu:Fb team Hallam (10)                  | 1–4          | Bản mẫu:Fb team Atherton Collieries (8)        | 302  |
| 39                            | Bản mẫu:Fb team Worcester City (9)           | 1–1          | Bản mẫu:Fb team Chasetown (8)                  | 572  |
| 49                            | Bản mẫu:Fb team Quorn (9)                    | 1–3          | Bản mẫu:Fb team AFC Mansfield (9)              | 160  |
| 67                            | St Margaretsbury (9)                         | 2–2          | Hullbridge Sports (9)                          | 118  |
| 91                            | Bản mẫu:Fb team Baldock Town (10)            | 3–1          | Bản mẫu:Fb team North Greenford United (9)     | 120  |
| 99                            | Bản mẫu:Fb team Crawley Green (9)            | 2–3          | Bản mẫu:Fb team Berkhamsted (9)                | 76   |
| 105                           | Highworth Town (9)                           | 2–3          | Marlow (8)                                     | 173  |
| 111                           | Erith & Belvedere (10)                       | 1–4          | Cray Valley PM (9)                             | 98   |
| 124                           | Bản mẫu:Fb team Cray Wanderers (8)           | 2–3          | Sevenoaks Town (9)                             | 162  |
| 127                           | Bản mẫu:Fb team Littlehampton Town (9)       | 3–2          | Bản mẫu:Fb team Eastbourne United (9)          | 177  |
| 132                           | Bản mẫu:Fb team Herne Bay (8)                | 2–1          | Chessington & Hook United (10)                 | 204  |
| 145                           | Guildford City (9)                           | 4–0          | Camberley Town (9)                             | 163  |
|                               |                                              |              |                                                |      |
| Đá lại                        |                                              |              |                                                |      |
| Thứ hai, 21 tháng 8 năm 2017  |                                              |              |                                                |      |
| 13R                           | Bản mẫu:Fb team Maine Road (9)               | A–A          | Abbey Hey (9)                                  | -    |
| 92R                           | Beaconsfield Town (8)                        | 3–1          | Bản mẫu:Fb team Chalfont St Peter (8)          | 127  |
| Thứ ba, 22 tháng 8 năm 2017   |                                              |              |                                                |      |
| 9R                            | Bản mẫu:Fb team Kendal Town (8)              | 4–1          | Bản mẫu:Fb team Harrogate Railway Athletic (9) | 105  |
| 10R                           | Bản mẫu:Fb team Marske United (9)            | 1–2 (s.h.p.) | Bản mẫu:Fb team Scarborough Athletic (8)       | 415  |
| 12R                           | Bản mẫu:Fb team Whitley Bay (9)              | 3–1          | Bản mẫu:Fb team Penrith (9)                    | 351  |
| 24R                           | Bản mẫu:Fb team City of Liverpool (9)        | 8–2          | Bản mẫu:Fb team Prescot Cables (8)             | 956  |
| 25R                           | Bản mẫu:Fb team West Didsbury & Chorlton (9) | 1–3          | 1874 Northwich (9)                             | 304  |
| 30R                           | Bản mẫu:Fb team Burscough (9)                | 0–3          | Bản mẫu:Fb team Radcliffe Borough (8)          | 92   |
| 32R                           | Bản mẫu:Fb team Market Drayton Town (8)      | 2–2 (4–1 p)  | Bản mẫu:Fb team Sporting Khalsa (9)            | 145  |
| 38R                           | Bản mẫu:Fb team Boldmere St. Michaels (9)    | 5–0          | Bản mẫu:Fb team Wolverhampton Casuals (10)     | 94   |
| 39R                           | Bản mẫu:Fb team Chasetown (8)                | 2–0          | Bản mẫu:Fb team Worcester City (9)             | 266  |
| 52R                           | Bản mẫu:Fb team Belper Town (8)              | 1–4          | Bản mẫu:Fb team Lincoln United (8)             | 142  |
| 54R                           | Bản mẫu:Fb team Spalding United (8)          | 0–2          | Wisbech Town (9)                               | 303  |
| 61R                           | Kempston Rovers (8)                          | 4–1          | Bản mẫu:Fb team Newport Pagnell Town (9)       | 142  |
| 64R                           | Bản mẫu:Fb team Peterborough Sports (8)      | 2–0          | Bản mẫu:Fb team Eynesbury Rovers (9)           | 218  |
| 67R                           | Hullbridge Sports (9)                        | 1–1 (4–5 p)  | St Margaretsbury (9)                           | 70   |
| 76R                           | Bản mẫu:Fb team Heybridge Swifts (8)         | 6–1          | Haverhill Rovers (9)                           | 187  |
| 82R                           | Haverhill Borough (9)                        | 5–2          | Ilford (9)                                     | 115  |
| 87R                           | Saffron Walden Town (9)                      | 3–4          | Barking (8)                                    | 343  |
| 109R                          | Bản mẫu:Fb team Sittingbourne (8)            | 0–1          | Bản mẫu:Fb team Pagham (9)                     | 152  |
| 113R                          | Bản mẫu:Fb team Walton & Hersham (9)         | 1–1 (4–5 p)  | Bản mẫu:Fb team Carshalton Athletic (8)        | 148  |
| 115R                          | Bản mẫu:Fb team Shoreham (8)                 | 3–1 (s.h.p.) | Colliers Wood United (9)                       | 78   |
| 117R                          | Bản mẫu:Fb team Hythe Town (8)               | 1–3          | Bản mẫu:Fb team Corinthian Casuals (8)         | 278  |
| 119R                          | Glebe (9)                                    | 3–0          | Deal Town (9)                                  | 136  |
| 133R                          | Bản mẫu:Fb team Newhaven (9)                 | 1–4          | Bản mẫu:Fb team Lewes (8)                      | 364  |
| 135R                          | Bản mẫu:Fb team Faversham Town (8)           | 2–1          | Croydon (9)                                    | 187  |
| 138R                          | Bản mẫu:Fb team A.F.C. Totton (8)            | 5–0          | Bản mẫu:Fb team Fleet Town (8)                 | 195  |
| 139R                          | Bản mẫu:Fb team Wimborne Town (8)            | 1–2          | Bản mẫu:Fb team Andover Town (9)               | 248  |
| 143R                          | Bản mẫu:Fb team Horndean (9)                 | 3–0          | Binfield (9)                                   | 91   |
| Thứ tư, 23 tháng 8 năm 2017   |                                              |              |                                                |      |
| 23R                           | Bản mẫu:Fb team Kidsgrove Athletic (8)       | 2–0          | Bản mẫu:Fb team Trafford (8)                   | 164  |
| 41R                           | Bản mẫu:Fb team Evesham United (8)           | 2–3 (s.h.p.) | Bản mẫu:Fb team Newcastle Town (8)             | 235  |
| 42R                           | Bản mẫu:Fb team Westfields (9)               | 1–0          | Bản mẫu:Fb team AFC Wulfrunians (9)            | 157  |
| 80R                           | Bản mẫu:Fb team Romford (8)                  | 3–1          | Stowmarket Town (9)                            | 110  |
| 101R                          | Bản mẫu:Fb team Aylesbury United (8)         | 4–1          | Bản mẫu:Fb team Leverstock Green (9)           | 149  |
| 112R                          | Erith Town (9)                               | 3–3 (4–1 p)  | Whyteleafe (8)                                 | 94   |
| Thứ hai, 28 tháng 8 năm 2017  |                                              |              |                                                |      |
| 13R                           | Bản mẫu:Fb team Maine Road (9)               | 1–2          | Abbey Hey (9)                                  | 189  |

Ghi chú
1. ↑  Trận đấu bị hủy bỏ do chấn thương nghiêm trọng của cầu thủ Abbey Hey.

## Vòng loại 1
Các trận đấu thuộc vòng loại 1 được tổ chức vào thứ Sáu ngày 1, thứ Bảy ngày 2 và Chủ Nhật ngày 3 tháng 9 năm 2017 và tất cả các trận đấu lại được hoàn thành vào thứ Tư ngày 6 tháng 9 năm 2017. Lễ bốc thăm được tổ chức vào ngày 21 tháng 8 năm 2017. Tổng cộng có 232 đội tham gia vòng thi này, bao gồm 160 đội chiến thắng từ vòng sơ loại và 72 đội khác bước vào giai đoạn này từ ba giải đấu ở cấp độ 7 của bóng đá Anh. Vòng này bao gồm 9 đội từ cấp độ 10, các đội xếp hạng thấp nhất vẫn còn trong cuộc thi. Kết quả như sau:
| Thứ tự                      | Đội nhà (Cấp độ)                          | Tỷ số | Đội khách (Cấp độ)                         | Att.  |
| Thứ sáu, 1 tháng 9 năm 2017 |                                           |       |                                            |       |
| 3                           | Bản mẫu:Fb team City of Liverpool (9)     | 1–2   | Bản mẫu:Fb team Nantwich Town (7)          | 1,024 |
| 47                          | Bản mẫu:Fb team Cambridge City (8)        | 3–1   | Bản mẫu:Fb team St Neots Town (7)          | 312   |
| 95                          | Bản mẫu:Fb team Kingstonian (7)           | 3–2   | Bản mẫu:Fb team Shoreham (8)               | 218   |
| Thứ bảy, 2 tháng 9 năm 2017 |                                           |       |                                            |       |
| 1                           | Bản mẫu:Fb team Penistone Church (9)      | 3–2   | Bản mẫu:Fb team Whitby Town (7)            | 496   |
| 2                           | Bản mẫu:Fb team Albion Sports (9)         | 3–2   | Bản mẫu:Fb team Barnoldswick Town (9)      | 124   |
| 4                           | Bản mẫu:Fb team Warrington Town (7)       | 1–0   | Bản mẫu:Fb team Grimsby Borough (10)       | 297   |
| 5                           | Ashton Athletic (9)                       | 2–1   | Bản mẫu:Fb team Bamber Bridge (8)          | 202   |
| 6                           | Bản mẫu:Fb team Kidsgrove Athletic (8)    | 3–2   | Bản mẫu:Fb team Clitheroe (8)              | 156   |
| 7                           | Bản mẫu:Fb team Stalybridge Celtic (7)    | 2–1   | Bản mẫu:Fb team Farsley Celtic (7)         | 289   |
| 8                           | Bản mẫu:Fb team Marine (7)                | 1–3   | Bản mẫu:Fb team Ashton United (7)          | 324   |
| 9                           | Bản mẫu:Fb team Shaw Lane (7)             | 3–1   | Bản mẫu:Fb team Radcliffe Borough (8)      | 187   |
| 10                          | Bản mẫu:Fb team Scarborough Athletic (8)  | 1–0   | Bản mẫu:Fb team Workington (7)             | 794   |
| 11                          | Bản mẫu:Fb team Bottesford Town (9)       | 0–1   | Bản mẫu:Fb team Shildon (9)                | 141   |
| 12                          | Bản mẫu:Fb team Cleethorpes Town (8)      | 1–2   | Bản mẫu:Fb team Atherton Collieries (8)    | 196   |
| 13                          | Bản mẫu:Fb team Colne (8)                 | 0–1   | Bản mẫu:Fb team Lancaster City (7)         | 301   |
| 14                          | Bản mẫu:Fb team Ossett Town (8)           | 2–1   | Bản mẫu:Fb team Consett (9)                | 279   |
| 15                          | Bản mẫu:Fb team Hyde United (8)           | 1–0   | Bản mẫu:Fb team Kendal Town (8)            | 305   |
| 16                          | Bản mẫu:Fb team Droylsden (8)             | 4–3   | Bản mẫu:Fb team Colwyn Bay (8)             | 174   |
| 17                          | Abbey Hey (9)                             | 3–3   | Bản mẫu:Fb team Altrincham (7)             | 381   |
| 18                          | Bản mẫu:Fb team Skelmersdale United (8)   | 1–2   | Bản mẫu:Fb team Handsworth Parramore (9)   | 165   |
| 19                          | Bản mẫu:Fb team Buxton (7)                | 3–2   | Bản mẫu:Fb team Frickley Athletic (8)      | 242   |
| 20                          | Bản mẫu:Fb team Whitley Bay (9)           | 0–2   | Bản mẫu:Fb team Newcastle Benfield (9)     | 608   |
| 21                          | Bản mẫu:Fb team Sunderland RCA (9)        | 0–0   | Bản mẫu:Fb team Liversedge (9)             | 176   |
| 22                          | Bản mẫu:Fb team Mossley (8)               | 2–2   | 1874 Northwich (9)                         | 355   |
| 23                          | Bản mẫu:Fb team Witton Albion (7)         | 0–2   | Bản mẫu:Fb team South Shields (8)          | 534   |
| 24                          | Halesowen Town (7)                        | 0–3   | Bản mẫu:Fb team Basford United (8)         | 359   |
| 25                          | Bản mẫu:Fb team Boston Town (9)           | 2–0   | Bản mẫu:Fb team Hednesford Town (7)        | 157   |
| 26                          | Kempston Rovers (8)                       | 2–1   | Wisbech Town (9)                           | 161   |
| 27                          | Bản mẫu:Fb team Loughborough Dynamo (8)   | 1–3   | Bản mẫu:Fb team Stourbridge (7)            | 262   |
| 28                          | Bản mẫu:Fb team Market Drayton Town (8)   | 1–5   | Bản mẫu:Fb team Alvechurch (8)             | 82    |
| 29                          | Bản mẫu:Fb team AFC Mansfield (9)         | 4–0   | Bản mẫu:Fb team Dunkirk (10)               | 130   |
| 30                          | Bản mẫu:Fb team Soham Town Rangers (8)    | 0–0   | Bản mẫu:Fb team Westfields (9)             | 163   |
| 31                          | Bản mẫu:Fb team Peterborough Sports (8)   | 3–4   | Bản mẫu:Fb team Stafford Rangers (7)       | 284   |
| 32                          | Bản mẫu:Fb team Rushall Olympic (7)       | 1–0   | Bản mẫu:Fb team Potton United (10)         | 139   |
| 33                          | Bản mẫu:Fb team Sutton Coldfield Town (7) | 0–2   | Bản mẫu:Fb team Barwell (7)                | 186   |
| 34                          | Bản mẫu:Fb team St Ives Town (7)          | 1–0   | Bản mẫu:Fb team Coalville Town (7)         | 203   |
| 35                          | Bản mẫu:Fb team Grantham Town (7)         | 2–1   | Bản mẫu:Fb team Holbeach United (9)        | 302   |
| 36                          | Bản mẫu:Fb team Haughmond (9)             | 3–2   | Bản mẫu:Fb team Matlock Town (7)           | 236   |
| 37                          | Bản mẫu:Fb team Tividale (10)             | 2–3   | Bản mẫu:Fb team AFC Rushden & Diamonds (8) | 325   |
| 38                          | Bản mẫu:Fb team Lincoln United (8)        | 0–1   | Bản mẫu:Fb team Redditch United (7)        | 114   |
| 39                          | Bản mẫu:Fb team Shepshed Dynamo (9)       | 6–1   | Bản mẫu:Fb team Leek Town (8)              | 262   |
| 41                          | Bản mẫu:Fb team Stratford Town (7)        | 4–0   | Bản mẫu:Fb team Newcastle Town (8)         | 187   |
| 42                          | Bản mẫu:Fb team King's Lynn Town (7)      | 4–1   | Bản mẫu:Fb team Coleshill Town (9)         | 817   |
| 43                          | Bản mẫu:Fb team Mickleover Sports (7)     | 2–1   | Hinckley AFC (10)                          | 305   |
| 44                          | Bản mẫu:Fb team Boldmere St. Michaels (9) | 0–3   | Bản mẫu:Fb team Chasetown (8)              | 359   |
| 45                          | Bản mẫu:Fb team Yaxley (9)                | 0–1   | Dereham Town (8)                           | 125   |
| 46                          | Bản mẫu:Fb team Brocton (10)              | 2–4   | Bản mẫu:Fb team Deeping Rangers (9)        | 127   |
| 48                          | Bản mẫu:Fb team Maldon & Tiptree (8)      | 3–3   | Bản mẫu:Fb team Hayes & Yeading United (8) | 91    |
| 49                          | Bản mẫu:Fb team Tilbury (8)               | 0–1   | Bản mẫu:Fb team Aylesbury United (8)       | 115   |
| 50                          | Bản mẫu:Fb team North Leigh (8)           | 2–2   | Bản mẫu:Fb team Biggleswade Town (7)       | 92    |
| 53                          | Bản mẫu:Fb team Hendon (7)                | 1–1   | Bản mẫu:Fb team Wingate & Finchley (7)     | 298   |
| 54                          | Beaconsfield Town (8)                     | 0–2   | Marlow (8)                                 | 218   |
| 55                          | Bản mẫu:Fb team Colney Heath (9)          | 3–0   | Bản mẫu:Fb team Cockfosters (9)            | 140   |
| 56                          | Bản mẫu:Fb team Berkhamsted (9)           | 1–3   | Bản mẫu:Fb team Slough Town (7)            | 366   |
| 57                          | Clapton (9)                               | 0–3   | Bản mẫu:Fb team Needham Market (7)         | 143   |
| 58                          | Bản mẫu:Fb team Royston Town (7)          | 2–0   | Bản mẫu:Fb team Dunstable Town (7)         | 234   |
| 59                          | Bản mẫu:Fb team Billericay Town (7)       | 5–0   | Bản mẫu:Fb team Didcot Town (8)            | 1,159 |
| 60                          | Bản mẫu:Fb team Bedford Town (8)          | 0–2   | Bản mẫu:Fb team Lowestoft Town (7)         | 264   |
| 61                          | Bản mẫu:Fb team Ware (8)                  | 2–1   | Witham Town (8)                            | 101   |
| 62                          | Bản mẫu:Fb team Thurrock (7)              | 1–1   | Bản mẫu:Fb team Harlow Town (7)            | 159   |
| 63                          | Bản mẫu:Fb team Hadley (9)                | 2–3   | FC Romania (9)                             | 125   |
| 64                          | Great Yarmouth Town (9)                   | 0–2   | Bản mẫu:Fb team Chesham United (7)         | 277   |
| 65                          | Bản mẫu:Fb team Hertford Town (8)         | 1–1   | Bản mẫu:Fb team Grays Athletic (8)         | 315   |
| 66                          | Haringey Borough (8)                      | 1–1   | Bản mẫu:Fb team Hitchin Town (7)           | 171   |
| 67                          | Bản mẫu:Fb team Potters Bar Town (8)      | 1–0   | Bản mẫu:Fb team Bishop's Stortford (7)     | 181   |
| 68                          | Gorleston (9)                             | 0–4   | Barking (8)                                | 192   |
| 69                          | Bản mẫu:Fb team Arlesey Town (8)          | 0–7   | Bản mẫu:Fb team Heybridge Swifts (8)       | 163   |
| 70                          | Bản mẫu:Fb team A.F.C. Sudbury (8)        | 1–1   | Mildenhall Town (8)                        | 239   |

| Thứ tự                       | Đội nhà (Cấp độ)                             | Tỷ số        | Đội khách (Cấp độ)                      | Att.  |
| 71                           | Bản mẫu:Fb team Aylesbury (8)                | 1–3          | Bản mẫu:Fb team Leiston (7)             | 109   |
| 72                           | Bản mẫu:Fb team Hanwell Town (8)             | 4–1          | Brightlingsea Regent (7)                | 142   |
| 73                           | St Margaretsbury (9)                         | 1–6          | Kidlington (8)                          | 105   |
| 74                           | Bản mẫu:Fb team Cheshunt (8)                 | 2–0          | Takeley (9)                             | 185   |
| 75                           | Haverhill Borough (9)                        | 0–8          | Bản mẫu:Fb team Kings Langley (7)       | 126   |
| 76                           | Bản mẫu:Fb team Enfield Town (7)             | 2–1          | Bản mẫu:Fb team Harrow Borough (7)      | 421   |
| 78                           | Ashford Town (8)                             | 2–0          | Bản mẫu:Fb team Corinthian Casuals (8)  | 125   |
| 79                           | Phoenix Sports (8)                           | 2–0          | Bản mẫu:Fb team Eastbourne Town (9)     | 177   |
| 80                           | Bản mẫu:Fb team Ramsgate (8)                 | 3–3          | Egham Town (8)                          | 204   |
| 81                           | Bản mẫu:Fb team Margate (7)                  | 3–1          | Bản mẫu:Fb team East Grinstead Town (8) | 458   |
| 82                           | Bản mẫu:Fb team Faversham Town (8)           | 3–1          | Bản mẫu:Fb team Tonbridge Angels (7)    | 346   |
| 83                           | Bản mẫu:Fb team Crowborough Athletic (9)     | 2–0          | Sevenoaks Town (9)                      | 107   |
| 84                           | Bản mẫu:Fb team Dulwich Hamlet (7)           | 3–1          | Bản mẫu:Fb team Hastings United (8)     | 1,288 |
| 85                           | Bản mẫu:Fb team Tooting & Mitcham United (7) | 2–0          | Bản mẫu:Fb team Merstham (7)            | 256   |
| 86                           | Bản mẫu:Fb team Thamesmead Town (8)          | 3–0          | Bản mẫu:Fb team Lewes (8)               | 104   |
| 87                           | Bản mẫu:Fb team Herne Bay (8)                | 3–1          | Bản mẫu:Fb team Walton Casuals (8)      | 192   |
| 88                           | Bản mẫu:Fb team Metropolitan Police (7)      | 3–2          | Bản mẫu:Fb team Staines Town (7)        | 153   |
| 89                           | Bản mẫu:Fb team Folkestone Invicta (7)       | 3–2          | Greenwich Borough (8)                   | 351   |
| 90                           | Bản mẫu:Fb team Dorking Wanderers (7)        | 3–2          | Bản mẫu:Fb team Worthing (7)            | 281   |
| 91                           | Bản mẫu:Fb team Horsham (8)                  | 6–0          | Ashford United (8)                      | 243   |
| 92                           | Bản mẫu:Fb team Haywards Heath Town (9)      | 2–2          | Tunbridge Wells (9)                     | 202   |
| 93                           | Banstead Athletic (9)                        | 0–4          | Glebe (9)                               | 73    |
| 94                           | Bản mẫu:Fb team Carshalton Athletic (8)      | 5–3          | Bản mẫu:Fb team Pagham (9)              | 225   |
| 96                           | Bản mẫu:Fb team Leatherhead (7)              | 6–0          | Cray Valley PM (9)                      | 283   |
| 97                           | Erith Town (9)                               | 0–3          | Bản mẫu:Fb team Burgess Hill Town (7)   | 105   |
| 98                           | Bản mẫu:Fb team Hereford (7)                 | 8–0          | Bản mẫu:Fb team Godalming Town (9)      | 1,737 |
| 99                           | Bản mẫu:Fb team Banbury United (7)           | 4–2          | Bản mẫu:Fb team Tiverton Town (7)       | 436   |
| 100                          | Bản mẫu:Fb team Bridport (9)                 | 1–0          | Bản mẫu:Fb team Barnstaple Town (8)     | 246   |
| 101                          | Bản mẫu:Fb team Gosport Borough (7)          | 1–0          | Bản mẫu:Fb team Bridgwater Town (9)     | 250   |
| 102                          | Bản mẫu:Fb team Frome Town (7)               | 2–1          | Bản mẫu:Fb team A.F.C. Totton (8)       | 191   |
| 103                          | Bản mẫu:Fb team AFC Portchester (9)          | 1–0          | Bản mẫu:Fb team Dorchester Town (7)     | 291   |
| 104                          | Bản mẫu:Fb team Farnborough (7)              | 2–3          | Bản mẫu:Fb team Salisbury (8)           | 396   |
| 105                          | Bản mẫu:Fb team Odd Down (9)                 | 0–5          | Bản mẫu:Fb team Weymouth (7)            | 190   |
| 106                          | Bản mẫu:Fb team Tavistock (10)               | 2–2          | Bản mẫu:Fb team Taunton Town (8)        | 380   |
| 107                          | Bản mẫu:Fb team Merthyr Town (7)             | 6–1          | Bản mẫu:Fb team Willand Rovers (9)      | 303   |
| 108                          | Tuffley Rovers (9)                           | 0–5          | Bản mẫu:Fb team Swindon Supermarine (8) | 221   |
| 109                          | Bản mẫu:Fb team Horndean (9)                 | 0–2          | Bản mẫu:Fb team Bodmin Town (10)        | 68    |
| 110                          | Bản mẫu:Fb team Paulton Rovers F.C. (8)      | 1–0          | Bản mẫu:Fb team Winchester City (8)     | 129   |
| 111                          | Guildford City (9)                           | 1–3          | Knaphill (9)                            | 198   |
| 112                          | Bản mẫu:Fb team Basingstoke Town (7)         | 2–2          | Hartley Wintney (8)                     | 554   |
| 113                          | Bản mẫu:Fb team Bideford (8)                 | 5–1          | Bishop's Cleeve (8)                     | 231   |
| 114                          | Bản mẫu:Fb team Hamworthy United (9)         | 1–5          | Thatcham Town (9)                       | 185   |
| 115                          | Bản mẫu:Fb team Cinderford Town (8)          | 2–1          | Bản mẫu:Fb team Moneyfields (8)         | 116   |
| 116                          | Bản mẫu:Fb team Andover Town (9)             | 1–2          | Bản mẫu:Fb team Cadbury Heath (9)       | 309   |
| Chủ nhật, 3 tháng 9 năm 2017 |                                              |              |                                         |       |
| 40                           | Bản mẫu:Fb team Romulus (8)                  | 0–3          | Bản mẫu:Fb team Kettering Town (7)      | 249   |
| 51                           | Bản mẫu:Fb team Romford (8)                  | 0–1          | Bản mẫu:Fb team AFC Hornchurch (8)      | 333   |
| 52                           | Bản mẫu:Fb team Baldock Town (10)            | 4–3          | Thame United (8)                        | 161   |
| 77                           | Bản mẫu:Fb team Littlehampton Town (9)       | 2–2          | Bản mẫu:Fb team Chipstead (8)           | 229   |
|                              |                                              |              |                                         |       |
| Đá lại                       |                                              |              |                                         |       |
| Thứ hai, 4 tháng 9 năm 2017  |                                              |              |                                         |       |
| 66R                          | Bản mẫu:Fb team Hitchin Town (7)             | 1–1 (2–3 p)  | Haringey Borough (8)                    | 201   |
| Thứ ba, 5 tháng 9 năm 2017   |                                              |              |                                         |       |
| 17R                          | Bản mẫu:Fb team Altrincham (7)               | 2–1          | Abbey Hey (9)                           | 520   |
| 21R                          | Bản mẫu:Fb team Liversedge (9)               | 0–4          | Bản mẫu:Fb team Sunderland RCA (9)      | 235   |
| 22R                          | 1874 Northwich (9)                           | 2–0          | Bản mẫu:Fb team Mossley (8)             | 348   |
| 48R                          | Bản mẫu:Fb team Hayes & Yeading United (8)   | 4–3 (s.h.p.) | Bản mẫu:Fb team Maldon & Tiptree (8)    | 201   |
| 50R                          | Bản mẫu:Fb team Biggleswade Town (7)         | 3–2          | Bản mẫu:Fb team North Leigh (8)         | 113   |
| 53R                          | Bản mẫu:Fb team Wingate & Finchley (7)       | 4–2 (s.h.p.) | Bản mẫu:Fb team Hendon (7)              | 266   |
| 62R                          | Bản mẫu:Fb team Harlow Town (7)              | 2–1          | Bản mẫu:Fb team Thurrock (7)            | 230   |
| 70R                          | Mildenhall Town (8)                          | 2–4          | Bản mẫu:Fb team A.F.C. Sudbury (8)      | 280   |
| 77R                          | Bản mẫu:Fb team Chipstead (8)                | 4–0          | Bản mẫu:Fb team Littlehampton Town (9)  | 128   |
| 80R                          | Egham Town (8)                               | 2–4          | Bản mẫu:Fb team Ramsgate (8)            | 98    |
| 92R                          | Tunbridge Wells (9)                          | 3–0 (s.h.p.) | Bản mẫu:Fb team Haywards Heath Town (9) | 254   |
| 106R                         | Bản mẫu:Fb team Taunton Town (8)             | 1–2          | Bản mẫu:Fb team Tavistock (10)          | 373   |
| 112R                         | Hartley Wintney (8)                          | 1–0          | Bản mẫu:Fb team Basingstoke Town (7)    | 620   |
| Thứ tư, 6 tháng 9 năm 2017   |                                              |              |                                         |       |
| 30R                          | Bản mẫu:Fb team Westfields (9)               | 1–0          | Bản mẫu:Fb team Soham Town Rangers (8)  | 202   |
| 65R                          | Bản mẫu:Fb team Grays Athletic (8)           | 2–3 (s.h.p.) | Bản mẫu:Fb team Hertford Town (8)       | 232   |

## Vòng loại 2
Các trận đấu thuộc vòng loại 2 được tổ chức vào Thứ Bảy ngày 16 và Chủ Nhật ngày 17 tháng 9 năm 2017, trận đá lại sẽ được tiến hành vào ngày 21 tháng 9 năm 2017 nhưng trận đấu cuối cùng kết thúc vào ngày 26 tháng 9 năm 2017. Lễ bốc thăm được tổ chức vào ngày 4 tháng 9 năm 2017. Tổng cộng có 160 đội tham gia vào vòng đấu này, bao gồm 116 đội chiến thắng từ Vòng loại 1 và 44 đội khác bước vào giai đoạn này từ hai giải đấu ở cấp độ 6 của bóng đá Anh. Vòng này bao gồm 3 đội từ Cấp độ 10, các đội được xếp hạng thấp nhất vẫn còn trong cuộc thi. Kết quả như sau:
| Thứ tự                       | Đội nhà (Cấp độ)                         | Tỷ số | Đội khách (Cấp độ)                           | Att.  |
| Thứ bảy, 16 tháng 9 năm 2017 |                                          |       |                                              |       |
| 1                            | Bản mẫu:Fb team Salford City (6)         | 1–2   | Bản mẫu:Fb team York City (6)                | 1,350 |
| 2                            | Bản mẫu:Fb team Darlington (6)           | 0–3   | Bản mẫu:Fb team South Shields (8)            | 1,814 |
| 3                            | Bản mẫu:Fb team Southport (6)            | 0–3   | Bản mẫu:Fb team Bradford Park Avenue (6)     | 496   |
| 4                            | Bản mẫu:Fb team Ossett Town (8)          | 1–0   | Bản mẫu:Fb team Atherton Collieries (8)      | 244   |
| 5                            | Bản mẫu:Fb team Newcastle Benfield (9)   | 2–1   | Bản mẫu:Fb team Ashton United (7)            | 149   |
| 6                            | Bản mẫu:Fb team Warrington Town (7)      | 1–1   | Bản mẫu:Fb team Hyde United (8)              | 429   |
| 7                            | Bản mẫu:Fb team Harrogate Town (6)       | 3–0   | Bản mẫu:Fb team Penistone Church (9)         | 653   |
| 8                            | Bản mẫu:Fb team Spennymoor Town (6)      | 1–2   | Bản mẫu:Fb team Gainsborough Trinity (6)     | 403   |
| 9                            | Bản mẫu:Fb team Handsworth Parramore (9) | 1–1   | Bản mẫu:Fb team FC United of Manchester (6)  | 434   |
| 11                           | Bản mẫu:Fb team Shildon (9)              | 1–0   | Bản mẫu:Fb team Altrincham (7)               | 345   |
| 12                           | Bản mẫu:Fb team Scarborough Athletic (8) | 2–0   | Bản mẫu:Fb team Sunderland RCA (9)           | 932   |
| 13                           | Bản mẫu:Fb team Blyth Spartans (6)       | 1–2   | Bản mẫu:Fb team Shaw Lane (7)                | 543   |
| 15                           | Bản mẫu:Fb team Stockport County (6)     | 1–0   | Bản mẫu:Fb team Curzon Ashton (6)            | 1,922 |
| 16                           | Bản mẫu:Fb team Stalybridge Celtic (7)   | 1–3   | Bản mẫu:Fb team Chorley (6)                  | 551   |
| 17                           | Bản mẫu:Fb team Lancaster City (7)       | 4–0   | Bản mẫu:Fb team Droylsden (8)                | 303   |
| 18                           | Bản mẫu:Fb team Stafford Rangers (7)     | 1–0   | Bản mẫu:Fb team Tamworth (6)                 | 782   |
| 19                           | Bản mẫu:Fb team Boston United (6)        | 1–1   | Bản mẫu:Fb team Haughmond (9)                | 726   |
| 20                           | Bản mẫu:Fb team Shepshed Dynamo (9)      | 0–1   | Bản mẫu:Fb team Nantwich Town (7)            | 318   |
| 21                           | Bản mẫu:Fb team Deeping Rangers (9)      | 2–4   | Bản mẫu:Fb team Kidderminster Harriers (6)   | 696   |
| 22                           | Bản mẫu:Fb team AFC Mansfield (9)        | 0–0   | Bản mẫu:Fb team Rushall Olympic (7)          | 110   |
| 23                           | Bản mẫu:Fb team Kempston Rovers (8)      | 0–4   | Bản mẫu:Fb team Hereford (7)                 | 429   |
| 24                           | Bản mẫu:Fb team Stratford Town (7)       | 4–1   | Bản mẫu:Fb team Redditch United (7)          | 326   |
| 25                           | Bản mẫu:Fb team AFC Telford United (6)   | 2–0   | Bản mẫu:Fb team Barwell (7)                  | 541   |
| 26                           | Bản mẫu:Fb team Nuneaton Town (6)        | 3–1   | Bản mẫu:Fb team King's Lynn Town (7)         | 627   |
| 27                           | Bản mẫu:Fb team Kettering Town (7)       | 2–0   | Bản mẫu:Fb team Kidsgrove Athletic (8)       | 543   |
| 28                           | Bản mẫu:Fb team Basford United (8)       | 1–0   | Bản mẫu:Fb team Mickleover Sports (7)        | 217   |
| 29                           | Bản mẫu:Fb team Alfreton Town (6)        | 2–2   | Bản mẫu:Fb team AFC Rushden & Diamonds (8)   | 418   |
| 30                           | Bản mẫu:Fb team Westfields (9)           | 0–2   | Bản mẫu:Fb team Leamington (6)               | 365   |
| 31                           | Bản mẫu:Fb team Grantham Town (7)        | 3–4   | Bản mẫu:Fb team Alvechurch (8)               | 332   |
| 32                           | Bản mẫu:Fb team Buxton (7)               | 4–1   | Bản mẫu:Fb team Chasetown (8)                | 314   |
| 34                           | Dereham Town (8)                         | 1–2   | Bản mẫu:Fb team Boston Town (9)              | 246   |
| 35                           | Bản mẫu:Fb team Leiston (7)              | 4–2   | Bản mẫu:Fb team Crowborough Athletic (9)     | 234   |
| 36                           | Bản mẫu:Fb team Concord Rangers (6)      | 4–0   | Tunbridge Wells (9)                          | 191   |
| 37                           | Bản mẫu:Fb team Braintree Town (6)       | 2–2   | Bản mẫu:Fb team Royston Town (7)             | 256   |
| 38                           | Bản mẫu:Fb team A.F.C. Sudbury (8)       | 3–0   | Bản mẫu:Fb team Chipstead (8)                | 169   |
| 39                           | Bản mẫu:Fb team Biggleswade Town (7)     | 0–1   | Bản mẫu:Fb team East Thurrock United (6)     | 191   |
| 40                           | Bản mẫu:Fb team St Albans City (6)       | 3–3   | Bản mẫu:Fb team Cambridge City (8)           | 561   |
| 41                           | Bản mẫu:Fb team Horsham (8)              | 2–5   | Bản mẫu:Fb team Herne Bay (8)                | 200   |
| 42                           | Bản mẫu:Fb team Hemel Hempstead Town (6) | 0–0   | Bản mẫu:Fb team Wingate & Finchley (7)       | 377   |
| 43                           | Bản mẫu:Fb team Lowestoft Town (7)       | 0–1   | Bản mẫu:Fb team Harlow Town (7)              | 395   |
| 44                           | Bản mẫu:Fb team Metropolitan Police (7)  | 2–2   | Bản mẫu:Fb team Heybridge Swifts (8)         | 84    |
| 45                           | Bản mẫu:Fb team Chelmsford City (6)      | 7–0   | Bản mẫu:Fb team Ramsgate (8)                 | 578   |
| 46                           | Bản mẫu:Fb team Ware (8)                 | 2–5   | Bản mẫu:Fb team Leatherhead (7)              | 149   |
| 47                           | Bản mẫu:Fb team Kings Langley (7)        | 0–1   | Bản mẫu:Fb team Margate (7)                  | 258   |
| 49                           | Bản mẫu:Fb team Baldock Town (10)        | 1–2   | Bản mẫu:Fb team Aylesbury United (8)         | 335   |
| 50                           | Bản mẫu:Fb team Hertford Town (8)        | 1–2   | Bản mẫu:Fb team AFC Hornchurch (8)           | 308   |
| 51                           | Glebe (9)                                | 2–2   | Phoenix Sports (8)                           | 200   |
| 53                           | Bản mẫu:Fb team Kingstonian (7)          | 0–3   | Bản mẫu:Fb team Brackley Town (6)            | 289   |
| 54                           | Bản mẫu:Fb team Eastbourne Borough (6)   | 4–3   | Bản mẫu:Fb team Carshalton Athletic (8)      | 438   |
| 55                           | Bản mẫu:Fb team Folkestone Invicta (7)   | 3–1   | Bản mẫu:Fb team Tooting & Mitcham United (7) | 335   |
| 56                           | Bản mẫu:Fb team Cheshunt (8)             | 1–3   | Bản mẫu:Fb team Dorking Wanderers (7)        | 170   |
| 57                           | Bản mẫu:Fb team Wealdstone (6)           | 4–0   | Bản mẫu:Fb team Faversham Town (8)           | 414   |
| 58                           | Bản mẫu:Fb team Colney Heath (9)         | 3–3   | Bản mẫu:Fb team Burgess Hill Town (7)        | 153   |

| Thứ tự                        | Đội nhà (Cấp độ)                               | Tỷ số        | Đội khách (Cấp độ)                             | Att. |
| 59                            | Bản mẫu:Fb team Welling United (6)             | 1–2          | Haringey Borough (8)                           | 329  |
| 60                            | Bản mẫu:Fb team Dartford (6)                   | 3–1          | Barking (8)                                    | 652  |
| 61                            | Bản mẫu:Fb team Hampton & Richmond Borough (6) | 1–1          | Bản mẫu:Fb team Potters Bar Town (8)           | 392  |
| 62                            | Bản mẫu:Fb team Whitehawk (6)                  | 1–3          | Bản mẫu:Fb team Oxford City (6)                | 295  |
| 63                            | Marlow (8)                                     | 0–2          | Ashford Town (8)                               | 161  |
| 64                            | Bản mẫu:Fb team Needham Market (7)             | 2–0          | Bản mẫu:Fb team Chesham United (7)             | 166  |
| 65                            | Bản mẫu:Fb team Slough Town (7)                | 3–2          | Bản mẫu:Fb team Dulwich Hamlet (7)             | 712  |
| 66                            | Bản mẫu:Fb team Hanwell Town (8)               | 0–0          | Bản mẫu:Fb team Enfield Town (7)               | 210  |
| 67                            | Bản mẫu:Fb team Havant & Waterlooville (6)     | 2–1          | Bản mẫu:Fb team Merthyr Town (7)               | 296  |
| 68                            | Bản mẫu:Fb team Bodmin Town (10)               | P–P          | Bản mẫu:Fb team Bideford (8)                   | -    |
| 69                            | Bản mẫu:Fb team Bridport (9)                   | 2–2          | Bản mẫu:Fb team Cadbury Heath (9)              | 262  |
| 70                            | Bản mẫu:Fb team Gosport Borough (7)            | 1–2          | Bản mẫu:Fb team Swindon Supermarine (8)        | 231  |
| 71                            | Bản mẫu:Fb team Bognor Regis Town (6)          | 2–1          | Bản mẫu:Fb team Weston-super-Mare (6)          | 397  |
| 72                            | Bản mẫu:Fb team Cinderford Town (8)            | 1–0          | Hartley Wintney (8)                            | 167  |
| 73                            | Bản mẫu:Fb team Tavistock (10)                 | 1–2          | Bản mẫu:Fb team Frome Town (7)                 | 410  |
| 74                            | Bản mẫu:Fb team Weymouth (7)                   | 2–0          | Bản mẫu:Fb team Chippenham Town (6)            | 609  |
| 75                            | Bản mẫu:Fb team Banbury United (7)             | 2–0          | Thatcham Town (9)                              | 450  |
| 76                            | Bản mẫu:Fb team Bath City (6)                  | 6–0          | Knaphill (9)                                   | 497  |
| 77                            | Bản mẫu:Fb team Truro City (6)                 | 2–0          | Bản mẫu:Fb team AFC Portchester (9)            | 302  |
| 78                            | Bản mẫu:Fb team Salisbury (8)                  | 0–2          | Bản mẫu:Fb team Poole Town (6)                 | 995  |
| 79                            | Bản mẫu:Fb team Paulton Rovers F.C. (8)        | 3–2          | Kidlington (8)                                 | 155  |
| 80                            | Bản mẫu:Fb team Gloucester City (6)            | 0–3          | Bản mẫu:Fb team Hungerford Town (6)            | 275  |
| Chủ nhật, 17 tháng 9 năm 2017 |                                                |              |                                                |      |
| 10                            | Bản mẫu:Fb team Albion Sports (9)              | 0–4          | Ashton Athletic (9)                            | 203  |
| 14                            | 1874 Northwich (9)                             | 1–0          | Bản mẫu:Fb team North Ferriby United (6)       | 439  |
| 33                            | Bản mẫu:Fb team Stourbridge (7)                | 2–0          | Bản mẫu:Fb team St Ives Town (7)               | 765  |
| 48                            | Bản mẫu:Fb team Thamesmead Town (8)            | 1–1          | Bản mẫu:Fb team Billericay Town (7)            | 433  |
| 52                            | FC Romania (9)                                 | 2–2          | Bản mẫu:Fb team Hayes & Yeading United (8)     | 162  |
| Thứ tư, 20 tháng 9 năm 2017   |                                                |              |                                                |      |
| 68                            | Bản mẫu:Fb team Bodmin Town (10)               | 1–1          | Bản mẫu:Fb team Bideford (8)                   | 250  |
|                               |                                                |              |                                                |      |
| Đá lại                        |                                                |              |                                                |      |
| Thứ hai, 18 tháng 9 năm 2017  |                                                |              |                                                |      |
| 40R                           | Bản mẫu:Fb team Cambridge City (8)             | 0–2          | Bản mẫu:Fb team St Albans City (6)             | 276  |
| Thứ ba, 19 tháng 9 năm 2017   |                                                |              |                                                |      |
| 6R                            | Bản mẫu:Fb team Hyde United (8)                | 2–0          | Bản mẫu:Fb team Warrington Town (7)            | 433  |
| 9R                            | Bản mẫu:Fb team FC United of Manchester (6)    | 6–2          | Bản mẫu:Fb team Handsworth Parramore (9)       | 623  |
| 19R                           | Bản mẫu:Fb team Haughmond (9)                  | 0–5          | Bản mẫu:Fb team Boston United (6)              | 768  |
| 22R                           | Bản mẫu:Fb team Rushall Olympic (7)            | 1–2          | Bản mẫu:Fb team AFC Mansfield (9)              | 114  |
| 29R                           | Bản mẫu:Fb team AFC Rushden & Diamonds (8)     | 1–3          | Bản mẫu:Fb team Alfreton Town (6)              | 609  |
| 37R                           | Bản mẫu:Fb team Royston Town (7)               | 1–2          | Bản mẫu:Fb team Braintree Town (6)             | 251  |
| 42R                           | Bản mẫu:Fb team Wingate & Finchley (7)         | 1–2 (s.h.p.) | Bản mẫu:Fb team Hemel Hempstead Town (6)       | 251  |
| 44R                           | Bản mẫu:Fb team Heybridge Swifts (8)           | P–P          | Bản mẫu:Fb team Metropolitan Police (7)        | -    |
| 48R                           | Bản mẫu:Fb team Billericay Town (7)            | 5–0          | Bản mẫu:Fb team Thamesmead Town (8)            | 771  |
| 51R                           | Phoenix Sports (8)                             | 1–1 (5–4 p)  | Glebe (9)                                      | 183  |
| 52R                           | Bản mẫu:Fb team Hayes & Yeading United (8)     | 2–0 (s.h.p.) | FC Romania (9)                                 | 207  |
| 58R                           | Bản mẫu:Fb team Burgess Hill Town (7)          | 3–0          | Bản mẫu:Fb team Colney Heath (9)               | 255  |
| 61R                           | Bản mẫu:Fb team Potters Bar Town (8)           | 0–3          | Bản mẫu:Fb team Hampton & Richmond Borough (6) | 179  |
| 66R                           | Bản mẫu:Fb team Enfield Town (7)               | 5–0          | Bản mẫu:Fb team Hanwell Town (8)               | 278  |
| Thứ tư, 20 tháng 9 năm 2017   |                                                |              |                                                |      |
| 69R                           | Bản mẫu:Fb team Cadbury Heath (9)              | 2–3 (s.h.p.) | Bản mẫu:Fb team Bridport (9)                   | 203  |
| Thứ ba, 26 tháng 9 năm 2017   |                                                |              |                                                |      |
| 44R                           | Bản mẫu:Fb team Heybridge Swifts (8)           | 1–1 (4–3 p)  | Bản mẫu:Fb team Metropolitan Police (7)        | 227  |
| 68R                           | Bản mẫu:Fb team Bideford (8)                   | 1–0          | Bản mẫu:Fb team Bodmin Town (10)               | 247  |

## Vòng loại 3
Các trận đấu vòng loại 3 được tổ chức vào Thứ Bảy ngày 30 tháng 9 năm 2017 và tất cả các trận đấu lại được hoàn thành vào thứ Ba ngày 4 tháng 10 năm 2017. Lễ bốc thăm diễn ra vào ngày 18 tháng 9 năm 2017. Có 80 đội chiến thắng từ Vòng loại 2 đã tham gia vào cuộc thi này. Vòng này bao gồm 7 đội từ Cấp độ 9 của  bóng đá Anh, đó là những đội xếp hạng thấp nhất vẫn còn trong cuộc thi. Kết quả như sau:
| Thứ tự                       | Đội nhà (Cấp độ)                           | Tỷ số | Đội khách (Cấp độ)                          | Att.  |
| Thứ bảy, 30 tháng 9 năm 2017 |                                            |       |                                             |       |
| 1                            | 1874 Northwich (9)                         | 2–2   | Bản mẫu:Fb team Ossett Town (8)             | 387   |
| 2                            | Bản mẫu:Fb team AFC Mansfield (9)          | 0–2   | Bản mẫu:Fb team Boston United (6)           | 613   |
| 3                            | Bản mẫu:Fb team Stafford Rangers (7)       | 1–1   | Bản mẫu:Fb team AFC Telford United (6)      | 1,137 |
| 4                            | Bản mẫu:Fb team Newcastle Benfield (9)     | 0–1   | Bản mẫu:Fb team Kidderminster Harriers (6)  | 403   |
| 5                            | Bản mẫu:Fb team Nantwich Town (7)          | 3–1   | Bản mẫu:Fb team Nuneaton Town (6)           | 479   |
| 6                            | Bản mẫu:Fb team Boston Town (9)            | 2–3   | Bản mẫu:Fb team Hyde United (8)             | 410   |
| 7                            | Bản mẫu:Fb team Banbury United (7)         | 2–3   | Bản mẫu:Fb team Shildon (9)                 | 700   |
| 8                            | Bản mẫu:Fb team Scarborough Athletic (8)   | 2–2   | Bản mẫu:Fb team Stratford Town (7)          | 1,180 |
| 9                            | Bản mẫu:Fb team Basford United (8)         | 2–3   | Bản mẫu:Fb team Kettering Town (7)          | 541   |
| 10                           | Bản mẫu:Fb team Shaw Lane (7)              | 2–1   | Bản mẫu:Fb team Lancaster City (7)          | 304   |
| 11                           | Bản mẫu:Fb team Buxton (7)                 | 2–1   | Bản mẫu:Fb team Alvechurch (8)              | 309   |
| 12                           | Bản mẫu:Fb team Stockport County (6)       | 3–3   | Bản mẫu:Fb team FC United of Manchester (6) | 3,034 |
| 13                           | Ashton Athletic (9)                        | 0–1   | Bản mẫu:Fb team Chorley (6)                 | 610   |
| 14                           | Bản mẫu:Fb team Leamington (6)             | 0–0   | Bản mẫu:Fb team Gainsborough Trinity (6)    | 459   |
| 15                           | Bản mẫu:Fb team Stourbridge (7)            | 3–1   | Bản mẫu:Fb team Alfreton Town (6)           | 646   |
| 16                           | Bản mẫu:Fb team South Shields (8)          | 3–2   | Bản mẫu:Fb team York City (6)               | 2,806 |
| 17                           | Bản mẫu:Fb team Harrogate Town (6)         | 0–0   | Bản mẫu:Fb team Bradford Park Avenue (6)    | 911   |
| 18                           | Bản mẫu:Fb team Swindon Supermarine (8)    | 2–3   | Bản mẫu:Fb team Paulton Rovers F.C. (8)     | 214   |
| 19                           | Bản mẫu:Fb team Enfield Town (7)           | 3–0   | Phoenix Sports (8)                          | 501   |
| 20                           | Bản mẫu:Fb team Hayes & Yeading United (8) | 0–4   | Bản mẫu:Fb team Havant & Waterlooville (6)  | 241   |
| 21                           | Bản mẫu:Fb team Hereford (7)               | 2–0   | Bản mẫu:Fb team AFC Hornchurch (8)          | 2,440 |
| 22                           | Bản mẫu:Fb team Slough Town (7)            | 2–1   | Bản mẫu:Fb team Poole Town (6)              | 680   |
| 23                           | Bản mẫu:Fb team Brackley Town (6)          | 4–1   | Bản mẫu:Fb team Braintree Town (6)          | 383   |
| 24                           | Bản mẫu:Fb team Concord Rangers (6)        | 3–0   | Bản mẫu:Fb team Dorking Wanderers (7)       | 141   |
| 25                           | Bản mẫu:Fb team East Thurrock United (6)   | 2–2   | Bản mẫu:Fb team Harlow Town (7)             | 222   |
| 26                           | Bản mẫu:Fb team Chelmsford City (6)        | 2–1   | Bản mẫu:Fb team Weymouth (7)                | 664   |

| Thứ tự                       | Đội nhà (Cấp độ)                            | Tỷ số        | Đội khách (Cấp độ)                             | Att.  |
| 27                           | Bản mẫu:Fb team Cinderford Town (8)         | 2–3          | Bản mẫu:Fb team Hampton & Richmond Borough (6) | 233   |
| 28                           | Bản mẫu:Fb team Oxford City (6)             | 4–2          | Bản mẫu:Fb team Leiston (7)                    | 185   |
| 29                           | Bản mẫu:Fb team Margate (7)                 | 2–0          | Bản mẫu:Fb team Herne Bay (8)                  | 1,009 |
| 30                           | Bản mẫu:Fb team St Albans City (6)          | 2–1          | Bản mẫu:Fb team Bridport (9)                   | 683   |
| 31                           | Bản mẫu:Fb team Heybridge Swifts (8)        | 2–1          | Bản mẫu:Fb team Frome Town (7)                 | 244   |
| 32                           | Bản mẫu:Fb team Truro City (6)              | 4–1          | Bản mẫu:Fb team A.F.C. Sudbury (8)             | 359   |
| 33                           | Bản mẫu:Fb team Eastbourne Borough (6)      | 0–2          | Bản mẫu:Fb team Bognor Regis Town (6)          | 762   |
| 34                           | Bản mẫu:Fb team Bath City (6)               | 3–0          | Bản mẫu:Fb team Hemel Hempstead Town (6)       | 510   |
| 35                           | Bản mẫu:Fb team Needham Market (7)          | 1–6          | Bản mẫu:Fb team Dartford (6)                   | 379   |
| 36                           | Haringey Borough (8)                        | 4–1          | Bản mẫu:Fb team Bideford (8)                   | 180   |
| 37                           | Bản mẫu:Fb team Folkestone Invicta (7)      | 2–1          | Bản mẫu:Fb team Aylesbury United (8)           | 473   |
| 38                           | Bản mẫu:Fb team Hungerford Town (6)         | 1–1          | Bản mẫu:Fb team Billericay Town (7)            | 507   |
| 39                           | Bản mẫu:Fb team Burgess Hill Town (7)       | 1–0          | Bản mẫu:Fb team Wealdstone (6)                 | 590   |
| 40                           | Ashford Town (8)                            | 1–2          | Bản mẫu:Fb team Leatherhead (7)                | 277   |
|                              |                                             |              |                                                |       |
| Đá lại                       |                                             |              |                                                |       |
| Thứ hai, 2 tháng 10 năm 2017 |                                             |              |                                                |       |
| 17R                          | Bản mẫu:Fb team Bradford Park Avenue (6)    | 0–2          | Bản mẫu:Fb team Harrogate Town (6)             | 393   |
| Thứ ba, 3 tháng 10 năm 2017  |                                             |              |                                                |       |
| 1R                           | Bản mẫu:Fb team Ossett Town (8)             | 0–0 (5–4 p)  | 1874 Northwich (9)                             | 342   |
| 3R                           | Bản mẫu:Fb team AFC Telford United (6)      | 4–1          | Bản mẫu:Fb team Stafford Rangers (7)           | 869   |
| 8R                           | Bản mẫu:Fb team Stratford Town (7)          | 1–4 (s.h.p.) | Bản mẫu:Fb team Scarborough Athletic (8)       | 498   |
| 12R                          | Bản mẫu:Fb team FC United of Manchester (6) | 1–0          | Bản mẫu:Fb team Stockport County (6)           | 1,688 |
| 14R                          | Bản mẫu:Fb team Gainsborough Trinity (6)    | 2–0          | Bản mẫu:Fb team Leamington (6)                 | 370   |
| 25R                          | Bản mẫu:Fb team Harlow Town (7)             | 1–2          | Bản mẫu:Fb team East Thurrock United (6)       | 329   |
| 38R                          | Bản mẫu:Fb team Billericay Town (7)         | 6–1          | Bản mẫu:Fb team Hungerford Town (6)            | 1,024 |

## Vòng loại 4
Các trận đấu vòng loại 4 được tổ chức vào Thứ Bảy ngày 14 tháng 10 năm 2017 và Chủ nhật ngày 15 tháng 10 năm 2017 và tất cả các trận đấu lại được hoàn thành vào thứ Ba 17 tháng 10 năm 2017. Lễ bốc thăm diễn ra vào ngày 2 tháng 10 năm 2017. Tổng cộng có 64 đội tham gia vào giai đoạn thi đấu này: 40 đội chiến thắng từ Vòng loại 3 và 24 đội bóng thành viên của National League bước vào giai đoạn này, đó là những đại diện cho cấp độ 5 của bóng đá Anh. Vòng này Có đội Shildon AFC từ cấp độ 9 của bóng đá Anh, đội này xếp hạng thấp nhất vẫn còn trong cuộc thi.
| Thứ tự                        | Đội nhà (Cấp độ)               | Tỷ số | Đội khách (Cấp độ)          | Att.  |
| Thứ bảy, 14 tháng 10 năm 2017 |                                |       |                             |       |
| 1                             | FC Halifax Town (5)            | 1–3   | Tranmere Rovers (5)         | 1,630 |
| 2                             | Solihull Moors (5)             | 1–1   | Ossett Town (8)             | 415   |
| 3                             | South Shields (8)              | 1–2   | Hartlepool United (5)       | 2,887 |
| 5                             | Chorley (6)                    | 0–0   | Boston United (6)           | 1,204 |
| 6                             | AFC Telford United (6)         | 3–1   | FC United of Manchester (6) | 1,451 |
| 7                             | Harrogate Town (6)             | 1–2   | Gainsborough Trinity (6)    | 927   |
| 8                             | Nantwich Town (7)              | 1–1   | Kettering Town (7)          | 760   |
| 9                             | Buxton (7)                     | 1–2   | Gateshead (5)               | 653   |
| 10                            | Guiseley (5)                   | 6–0   | Shildon (9)                 | 772   |
| 11                            | A.F.C. Fylde (5)               | 1–0   | Wrexham (5)                 | 1,390 |
| 12                            | Kidderminster Harriers (6)     | 2–0   | Chester (5)                 | 1,896 |
| 13                            | Scarborough Athletic (8)       | 0–2   | Hyde United (8)             | 2,003 |
| 14                            | Stourbridge (7)                | 0–5   | Macclesfield Town (5)       | 1,152 |
| 15                            | Brackley Town (6)              | 3–3   | Billericay Town (7)         | 741   |
| 16                            | Dagenham & Redbridge (5)       | 0–0   | Leyton Orient (5)           | 2,529 |
| 17                            | Eastleigh (5)                  | 1–2   | Hereford (7)                | 1,345 |
| 18                            | Aldershot Town (5)             | 1–0   | Torquay United (5)          | 1,583 |
| 19                            | Bath City (6)                  | 0–0   | Chelmsford City (6)         | 878   |
| 20                            | Oxford City (6)                | 1–0   | Bognor Regis Town (6)       | 406   |
| 21                            | Maidenhead United (5)          | 2–1   | Havant & Waterlooville (6)  | 753   |
| 22                            | Haringey Borough (8)           | 2–4   | Heybridge Swifts (8)        | 401   |
| 23                            | Woking (5)                     | 1–1   | Concord Rangers (6)         | 1,004 |
| 24                            | Hampton & Richmond Borough (6) | 0–2   | Truro City} (6)             | 784   |

| Thứ tự                         | Đội nhà (Cấp độ)         | Tỷ số        | Đội khách (Cấp độ)       | Att.  |
| 25                             | Dover Athletic (5)       | 0–0          | Bromley (5)              | 923   |
| 26                             | Slough Town (7)          | 1–0          | Folkestone Invicta (7)   | 926   |
| 27                             | Burgess Hill Town (7)    | 0–1          | Dartford (6)             | 873   |
| 28                             | St Albans City (6)       | 1–3          | Boreham Wood (5)         | 1,418 |
| 29                             | Maidstone United (5)     | 2–2          | Enfield Town (7)         | 1,495 |
| 30                             | Margate (7)              | 1–2          | Leatherhead (7)          | 879   |
| 31                             | Paulton Rovers (8)       | 2–3          | Sutton United (5)        | 601   |
| 32                             | East Thurrock United (6) | 0–0          | Ebbsfleet United (5)     | 669   |
| Chủ nhật, 15 tháng 10 năm 2017 |                          |              |                          |       |
| 4                              | Shaw Lane (7)            | 2–1          | Barrow (5)               | 864   |
|                                |                          |              |                          |       |
| Đá lại                         |                          |              |                          |       |
| Thứ hai, 16 tháng 10 năm 2017  |                          |              |                          |       |
| 19R                            | Chelmsford City (6)      | 1–0          | Bath City (6)            | 645   |
| Thứ ba, 17 tháng 10 năm 2017   |                          |              |                          |       |
| 2R                             | Ossett Town (8)          | 1–2          | Solihull Moors (5)       | 1,176 |
| 5R                             | Boston United (6)        | 3–4 (s.h.p.) | Chorley (6)              | 1,132 |
| 8R                             | Kettering Town (7)       | 0–1          | Nantwich Town (7)        | 903   |
| 15R                            | Billericay Town (7)      | 2–1          | Brackley Town (6)        | 1,464 |
| 16R                            | Leyton Orient (5)        | 1–0          | Dagenham & Redbridge (5) | 2,013 |
| 23R                            | Concord Rangers (6)      | 1–2 (s.h.p.) | Woking (5)               | 382   |
| 25R                            | Bromley (5)              | 3–0          | Dover Athletic (5)       | 828   |
| 29R                            | Enfield Town (7)         | 1–3 (s.h.p.) | Maidstone United (5)     | 820   |
| 32R                            | Ebbsfleet United (5)     | 3–0          | East Thurrock United (6) | 866   |

## Tiến trình giải đấu
Đội chiến thắng ở vòng loại 4 sẽ trực tiếp tham dự vòng 1, ở đó các đội bóng từ League One (cấp độ 3) và League Two (cấp độ 4) của bóng đá Anh tham dự giải đấu.

## Truyền hình
Vòng loại Cúp FA không được phát sóng trực tiếp trên kênh BBC Sport và BT Sport, mặc dù vậy chỉ mỗi trận mỗi vòng sẽ được phát sóng trên kênh BBC.
Các trận đấu Vòng loại sau đây được phát sóng trực tiếp ở Vương quốc Anh:
| Vòng đấu          | Trận đấu                                          | Truyền hình |
| Vòng tiền sơ loại | Litherland REMYCA (10) vs A.F.C. Liverpool (9)    | BBC Sport   |
| Vòng sơ loại      | South Shields (8) vs Bridlington Town (9)         | BBC Sport   |
| Vòng loại 1       | Billericay Town (7) vs Didcot Town (8)            | BBC Sport   |
| Vòng loại 2       | Deeping Rangers (9) vs Kidderminster Harriers (6) | BBC Sport   |
| Vòng loại 3       | Ashton Athletic (9) vs Chorley (6)                | BBC Sport   |
| Vòng loại 4       | St Albans City (6) vs Boreham Wood (5)            | BBC Sport   |